# アルンスベルク

アルンスベルク市のパノラマ

アルンスベルク (ドイツ語: Arnsberg, ドイツ語発音: [ˈarnsbɛrk] ( 音声ファイル))はドイツ連邦共和国ノルトライン＝ヴェストファーレン州アルンスベルク行政管区のホーホザウアーラント郡に属す大規模郡都市。本市はアルンスベルク行政管区の本部所在地である。1975年の市町村再編までアルンスベルクはアルンスベルク郡の郡庁所在地であったが、それ以後はホーホザウアーラント郡に属している。現在の市の構成も市町村再編以来のものである。この時ネーハイム＝ヒュステン、アルンスベルクおよびその他の町村が合併し、新たな市が成立した。

## 地理

### 位置

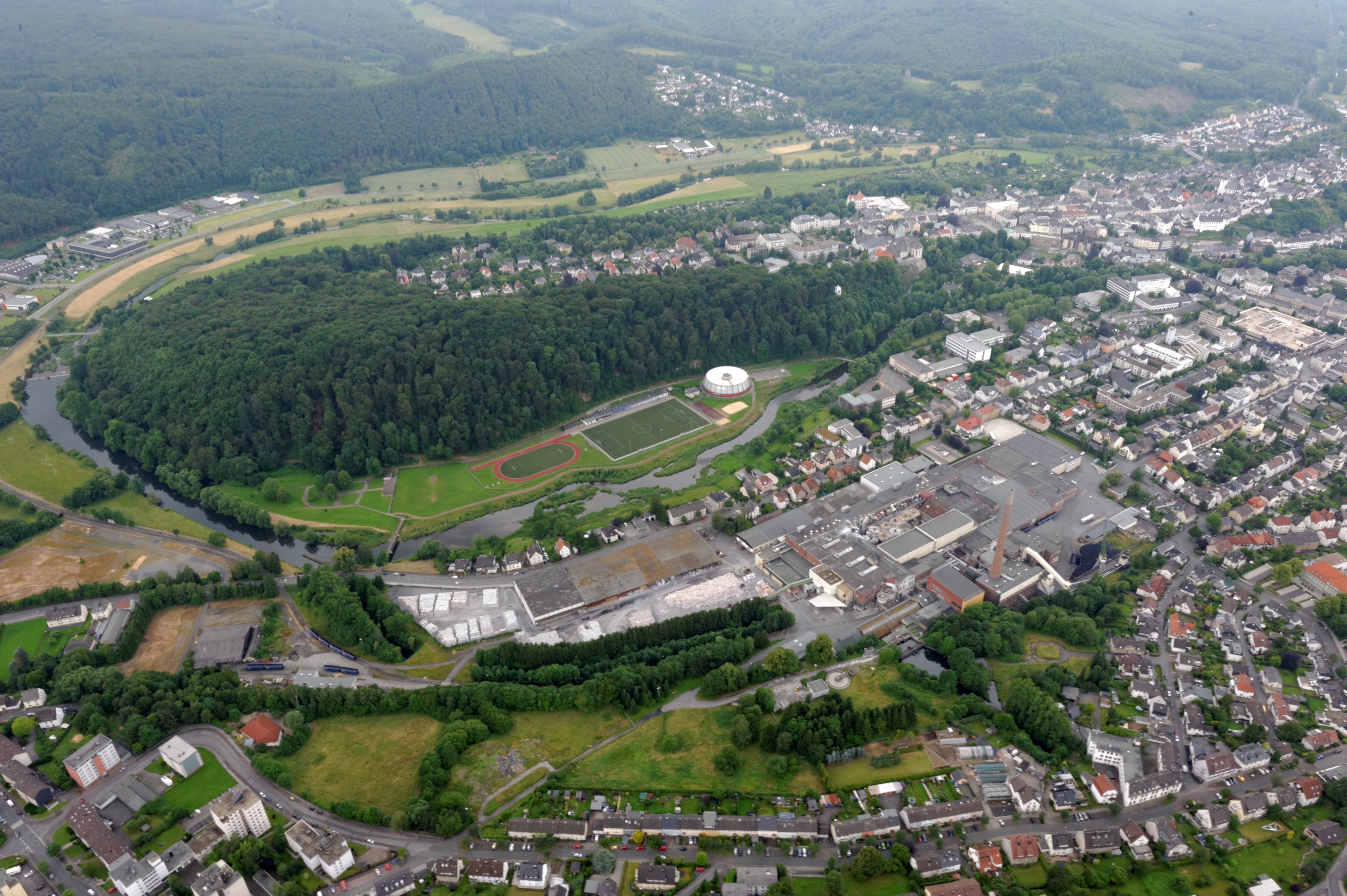
アルンスベルクを囲むルール川の蛇行

本市は、ライン・シーファー山地北部のルール川の谷に位置する。この川がこの街を特徴付けている。より小さな川であるレール川とメーネ川がルール川に合流する。これらの川の谷に市の主要な集落が存在している。特徴的なのがルール川の大きな蛇行で、アルンスベルクの旧市街は2面をこの蛇行に囲まれている。この川の谷は、ほとんど森に覆われた丘陵地と境を接している。市域のすぐ北側には、アルンスベルクの森自然公園の高台がそびえ、南にはザウアーラント＝ロタール山地自然公園の支脈が走っている。アルンスベルクの市域は海抜 146 m から 448 m に位置している。面積は 193.72 km2 である。その 61.6 % にあたる 119.29 km2 を森林が占める。アルンスベルク全体の 16.6 % が農業に利用されており、住宅・交通地は 19.9 % である。

### 地質学
アルンスベルクは、地質学的に見ると、レムシャイト - アルテナ鞍部の東の支脈上に位置している。市域内は主にペンシルヴァニウムの岩石組成で構成されている。リューゼンベルクの東斜面からスタートし、南東方向へ移動する時、ルール＝ウファーヴェーク沿いに Namur 粘板岩や硬砂岩がよく見られる。ここでは、非常に強く固められた地層が東北東に方角に約45°の角度で潜り込んでいる。ここから約 1.5 km 南西の、ルール川西岸のパークホテルの下付近で同じ種類の岩石が精確に反対の方角に褶曲しているのが見られる。
そこから約 1 km 北に、幅約 1 km のミシシッピウムのクルム層の平板な石灰岩層が西南西から北東方向に伸びており、ライン川蛇行部北側から約 2 km 東で終わっている。この岩層にアルンスベルクの城山があり、ここからはルール川の二重蛇行を見ることができる。
ルムベックへ向かう通り沿い、アルンスベルクの南東端付近で、ルール川の古い段丘をいくつか見ることができる。最も高く古い段丘の川原石は現在の川面から 100 m 近い高さにある。リューゼンベルク南のシュポルンに多くの痕跡が見られる。新しい段丘はルムベックの北側で、現在の谷底から、40 - 50 m と 25 m、15 m 上に見られる。

### 市域の広がり
アルンスベルク市の南北幅は約 13 km、東西幅は約 24 km である。本市は東から西に向かって、ルール川沿いに伸びている。最も東の市区はエーヴェントロプ、西はフォスヴィンケル市区である。

### 隣接する市町村
アルンスベルク市は、北はヴィッケデ (ルール)、エンゼ、メーネゼー、ヴァールシュタイン（以上いずれもゾースト郡）、東はメシェデ、南はズンデルン（ともにホーホザウアーラント郡）、西はバルヴェおよびメンデン（ともにメルキシャー郡）と境を接している。

### 市の構成
アルンスベルク市は以下の市区で形成されている（人口は2016年12月31日現在）。

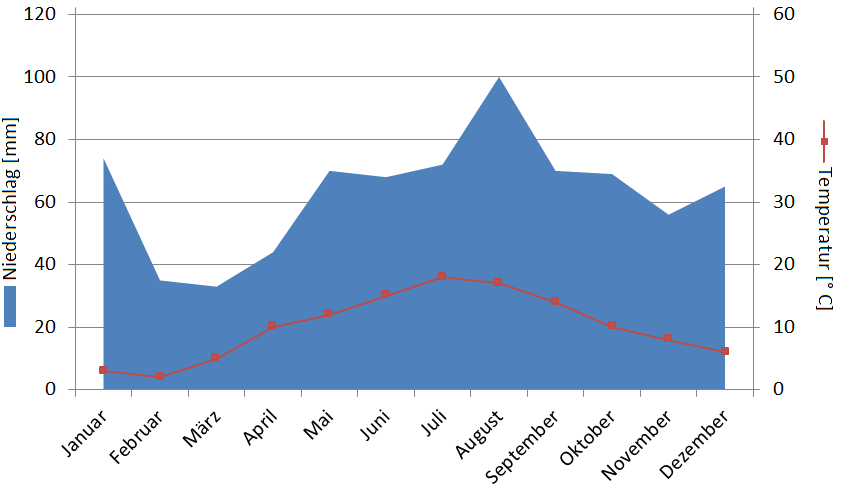
2005年から2015年の平均気象グラフ

| - ネーハイム（23,216人） - アルンスベルク（18,749人） - ヒュステン（10,725人） - エーヴェントロプ（6,273人） - ヘルトリンゲン（3,822人） | - ブルーフハウゼン（3,215人） - ミュシェデ（2,782人） - フォスヴィンケル（2,409人） - ニーダーアイマー（1,882人） - ホルツェン（1,955人） | - ルムベック（1,132人） - ヴェニヒロー（978人） - バフム（881人） - ブライテンブルーフ（213人） - エーントロプ（310人） |

### 気候
1961年から1990年までの統計では7月がアルンスベルクの最も暖かい月で、その平均気温は 16.2 ℃であった。降水量は6月と12月が最多であった。これらの月には平均 103 mm の降水があった。
アルンスベルクの年間平均気温は 8.4 ℃、平均年間降水量は 1029 mm である。

## 歴史

### 中世
アルンスベルクは、ルール川沿いにあるヴェルデン修道院のカロリング朝時代の土地台帳中、789年に初めて記録されている。

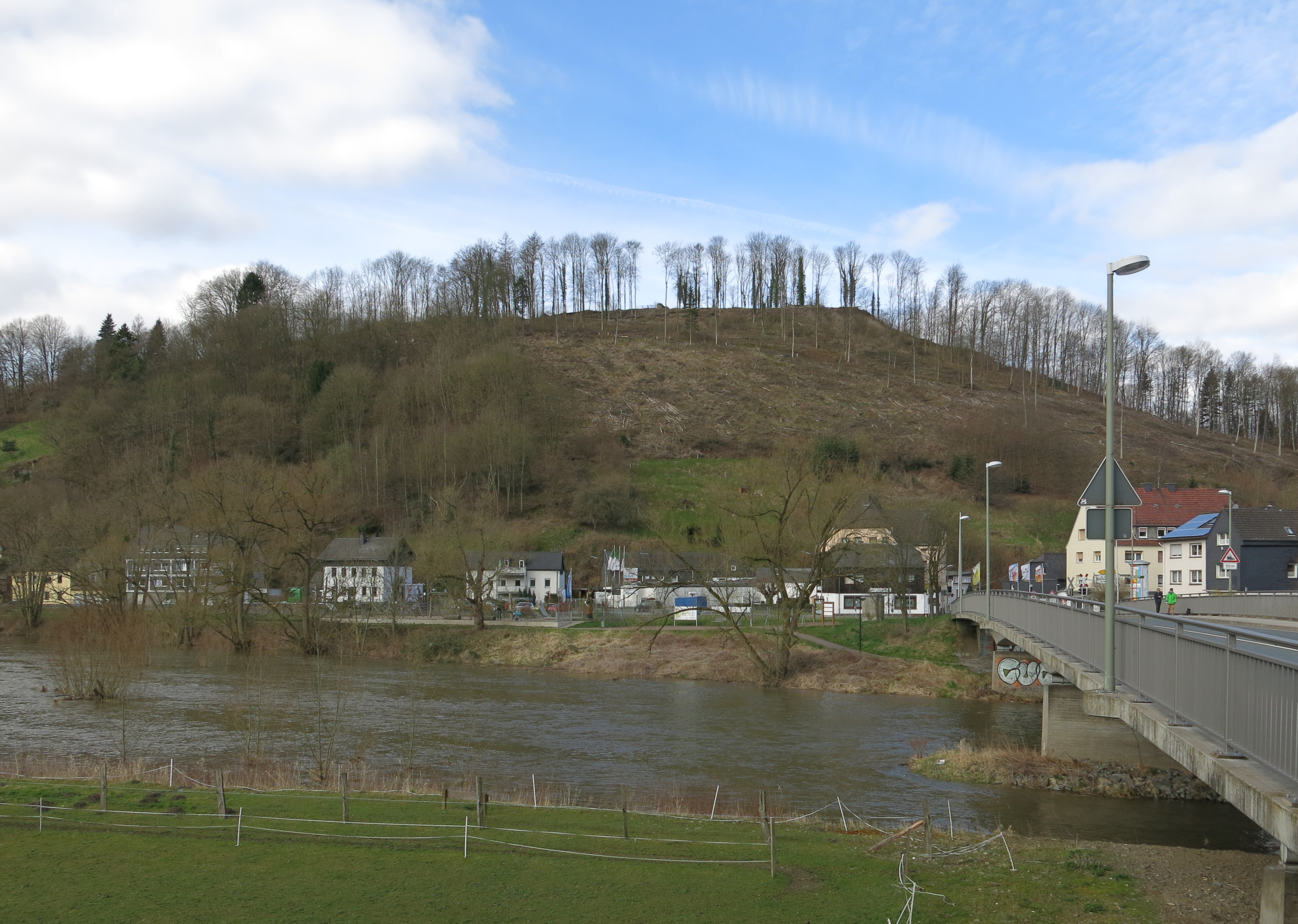
リューデンベルク城趾の城山

11世紀にヴェルル伯ベルンハルト2世がリューデンベルクに城（古城）を建設した。2つめの城は、同世紀の終わり頃にフリードリヒ好戦伯が向かいのアドラーベルク（アールベルク）に建設した。この城が初めて記録されたのは1102年である。城はこの年にケルン大司教フリードリヒ1世 (ケルン大司教)によって破壊された。これはフリードリヒ伯が叙任権闘争において皇帝ハインリヒ4世側に味方したためであった。アルンスベルク伯の他、リューデンブルクに拠ったリューデンベルク家とアルンスベルク領主家がアルンスベルク近隣の2大貴族家であった、

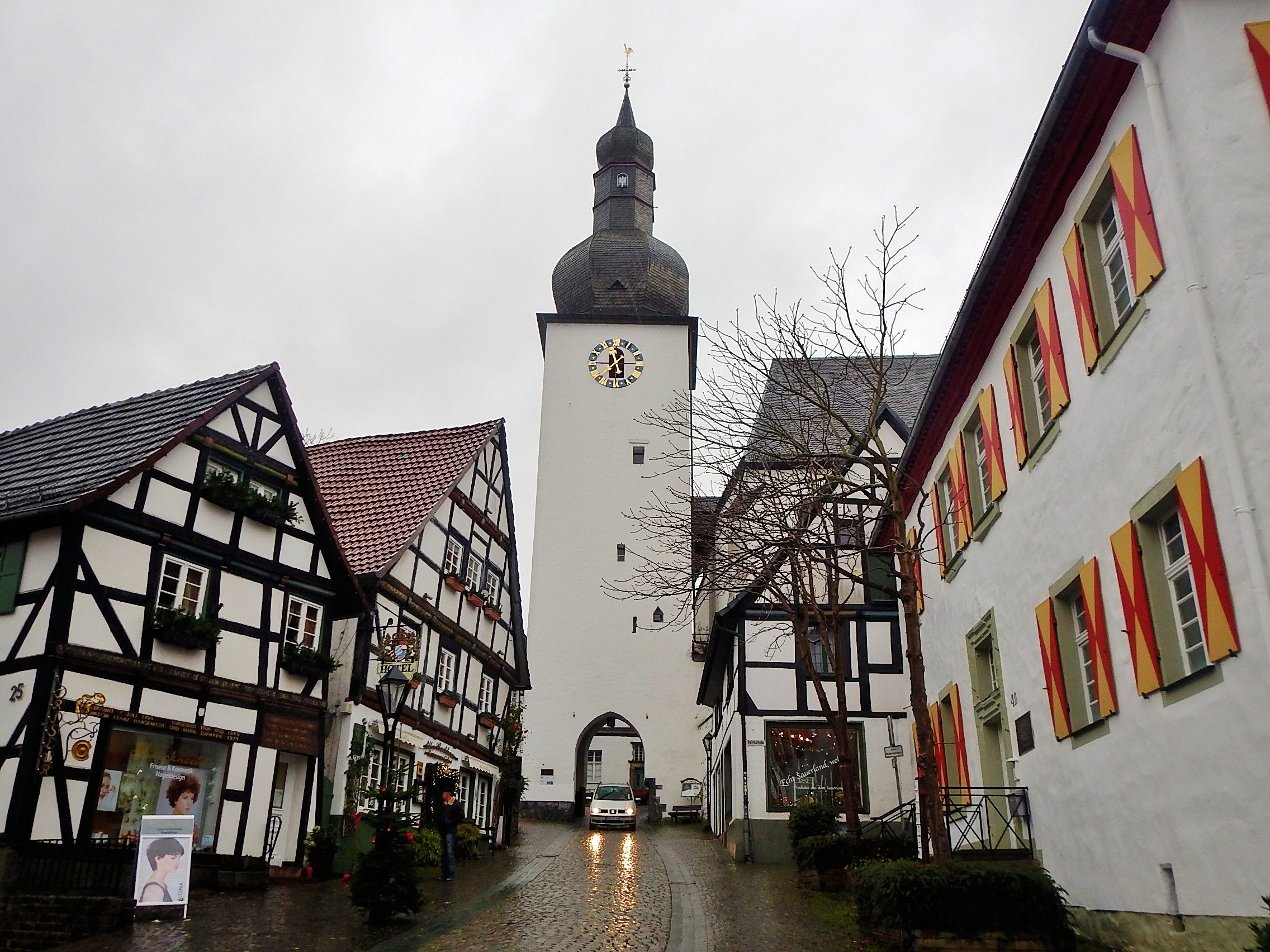
グロッケン塔

本来のアルンスベルク城が、後の都市の母体であった。伯家が宮廷をアルンスベルクに移し、やがてアルンスベルク伯を称するようになったことが街の発展を後押しした。城砦に護られてこの集落は発展した。1114年時点で14家族の自由民が城主の守護下にあった。同じ世紀の後半に旧市街に防衛施設が設けられた。現在「グロッケン塔」（鐘楼）と呼ばれている建物は、当時は南の楼門塔であった。
1166年、伯の弟が殺害された後、ハインリヒ獅子公の軍のものとなっていたこの城を、アルンスベルク伯ハインリヒ1世は改めて占領した。その後ハインリヒ1世伯は、街から離れた場所にプレモントレ会ヴェディングハウゼン修道院を設立した。その修道院教会は街の教区教会でもあった。
アルンスベルクの住民は比較的急速に増加し、13世紀の初めにグロッケン塔の下に別の集落が形成された。両集落の住民は合わせて約1,000人であった。1238年、両集落とヴェディグハウゼン修道院が新たな市壁で囲まれた。こうした防衛策にもかかわらず、この街はアルンスベルク伯ゴットフリート4世とマルク伯エンゲルベルト3世とのフェーデの際、1366年に征服され、灰燼に帰した。
ゴットフリート4世は最後のアルンスベルク伯となった。彼は1368年に伯位をケルン選帝侯に売却した。まとまったライン＝ヴェストファーレン領を創設しようとする努力を通じて大司教領は強化された。この街は当時、ケルン選帝侯が治めるヴェストファーレン公領のケルン選帝侯の宮殿所在地であり、領邦等族の会議開催地であった。さらにこの街は、近世の司法センター（フェーメ）オーバーフライシュトゥールの所在地でもあった。ヴェストファーレンの他のフライシュトゥールに対する命令もここから発せられた。しかし1444年から1449年のゾーストのフェーデによってこの努力は終わった。
ハンザ同盟の、ドルトムントが率いるヴェストファーレン・ドリッテルに属したことは、一定程度の政治的・経済的な重要性を示している。第2の都市であったゾーストは、1554年に、アルンスベルクと並んでアッテンドルン、ブリーロン、リップシュタット、リューテン、ヴェルルを衛星都市として記述している。アルンスベルクはさらに、アレンドルフ、バルヴェ、エーヴァースベルク、グレーヴェントゥーン、ヒルシュベルクの6都市および7自由都市の下位に置かれていた。7自由都市はベーデフェルト、ファイエノール、ハッヒェム、ハーゲン、ヒュステン、ランゲンシャイト、ズンデルンである。

### 近世
経済発展と、これに伴う都市発展は、選帝侯の統治以後狭く限定されていた。何世紀もの間人口は2,000人以下に留まっていた。1600年の、11軒を除いて街を焼き尽くした火災も負の要因に働いた。これにより、市の保管文書も失われた。火災の後、都市権は回復された。三十年戦争の間、この街は何度も占領の危機にさらされた。1634年、当時スウェーデン軍についていたアルンスベルク出身者エーバーハルト・ベッカーマンが最初の攻撃を行い、失敗した。街が助かったのは結局クサンテンの聖ノルベルトのおかげだとされた。これに感謝して、1646年から毎年ノルベルトのパレードが開催されている。

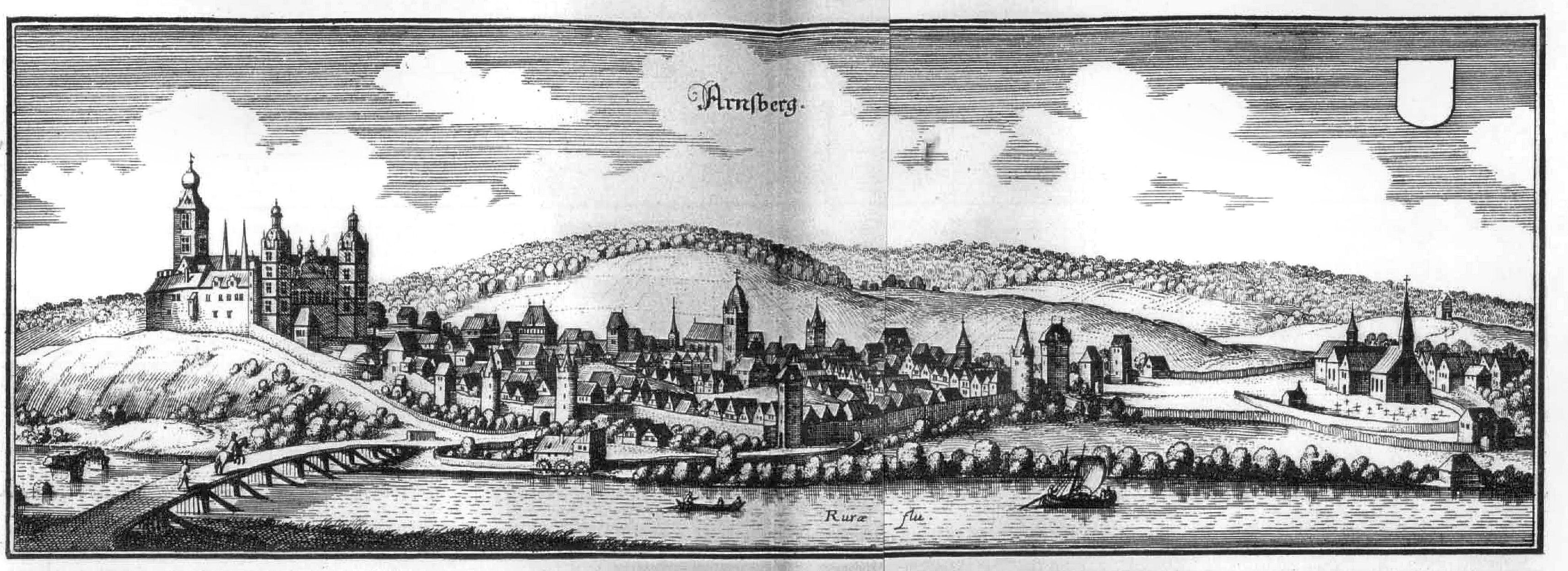
1647年に出版されたマテウス・メーリアンの銅版画に描かれたアルンスベルク

プレモントレ会ヴェディングハウゼン修道院は、近世の間宗教センターとして存続し、対抗宗教改革に伴ってその重要性を再び増した。この街にとって重要だったのが1643年のギムナジウム・ラウレンティアヌムの設立であった。街自体はゆっくりと拡大し、ランツベルガー・ホーフなどいくつかの木組み建築で特徴付けられた。
1621年からの魔女狩りの時代には、魔女審理官ハインリヒ・フォン・シュルトハイスによってアルンスベルクで魔女裁判が行われた。これはギムナジウムの設立にも関与した。アルンスベルクの市長ヘンネケ・フォン・エッセンも魔女裁判に告発され、拷問に耐えきれず、1631年8月14日に獄中で死亡した。
対抗宗教改革の時代に、イエズス宣教団の入植が行われた。
ケルン選帝侯統治時代の初め数世紀の間、宮廷機能も比較的重大であった。16世紀末に城砦の多くの部分が堂々たる城館に改築され、変革が起こった。この城は七年戦争の際、1762年に大砲の砲撃によって破壊され、その遺構が保存されている。市自体もこれによりひどく破壊された。これにより宮廷都市としての短い最盛期が終結したが、アルンスベルクは引き続きヴェストファーレン公領の政治的中心として存続した。これに関連して、破壊された城館の石材を使って、1784年に刑務所が建設された。1799年には市の一部に火災が起きた。再建計画は、都市構造に変化をもたらした。狭い路地のあった場所に広い通りが設けられた。

### 19世紀から20世紀
1794年、アルンスベルクは、フランス共和国軍の前から逃亡したケルン聖堂参事会員の避難地となった。大聖堂の宝物の一部、特に三王の祠は1804年までヴェディングハウゼン修道院に収められていた。修道参事会はここで1801年に新たな大司教そして最期の選帝侯としてオーストリア大公アントン＝ヴィクトールを選出した。しかしすでにこの選挙は政治的に大した意味をもたなかった。旧帝国の崩壊と聖界領邦の終焉に伴い、この街はヘッセン＝ダルムシュタット方伯領となった。この時代、アルンスベルクは軍の駐屯地および地方行政都市となった。この街は旧ヴェストファーレン公領とともにプロイセン領となった。これ以後ヴェストファーレン州に属した。この街は郡庁所在地で、アルンスベルク県庁所在地となった。ヘッセン時代にはすでに顕著な人口増加が始まった。このため、市域の拡大が必要となった。この頃、現在のイェーガー通りとベルク通りの建設が始まった。これにより約32軒の家屋が新築された。

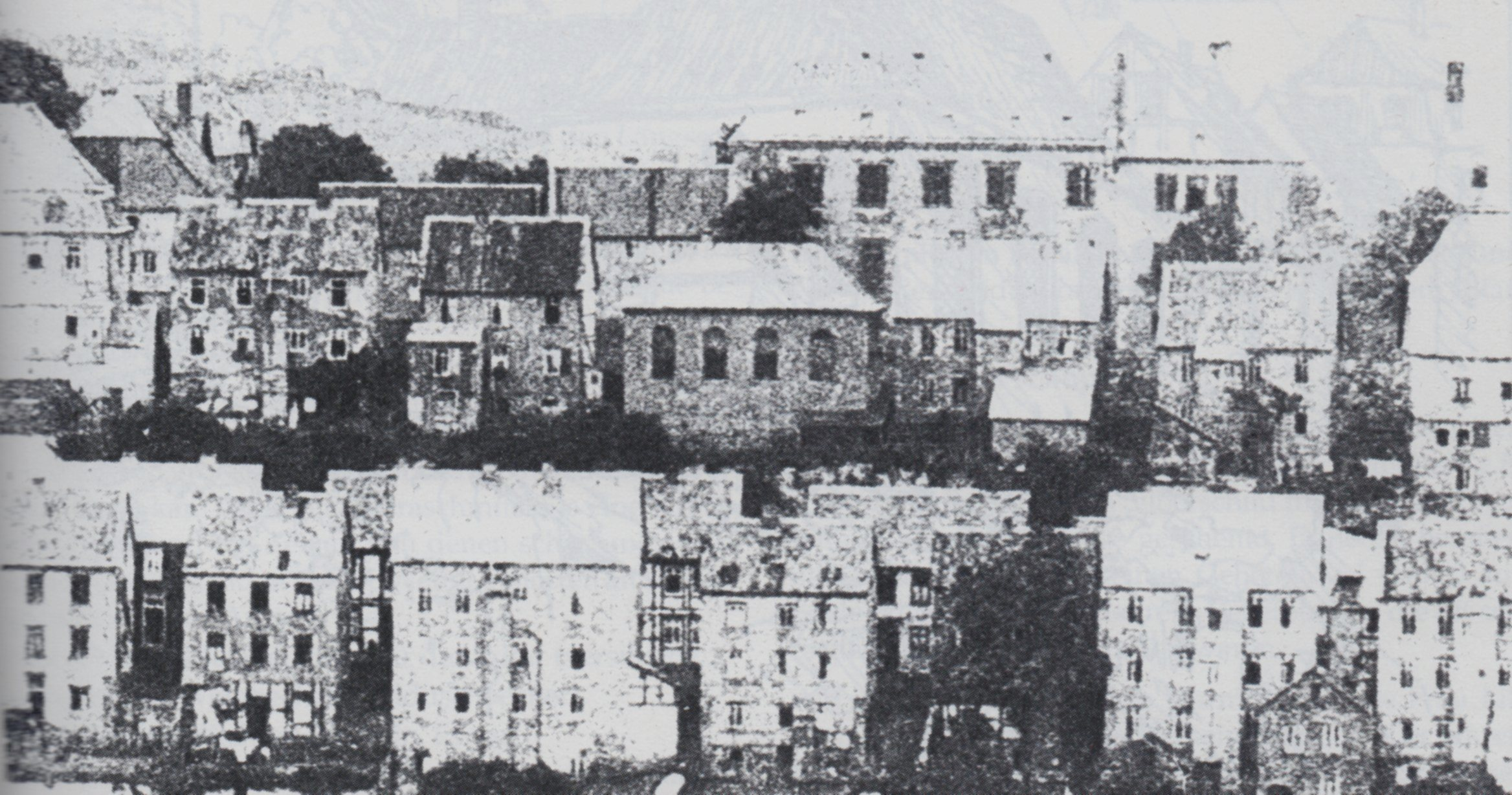
1900年頃のシナゴーグを含むアルンスベルクの景観

プロイセンの官僚流入に伴って、19世紀前半の古い計画に基づいて、シンケルが創始したプロイセン古典主義様式の全く新しい市区が成立した。ここにはプロテスタント教会の他に、新しい都市エリートの社交場としてカジノが設けられた。1817年から1830年までの間に、ヴェディングハウゼン修道院と旧市街との間に全部で 75棟の新しい家屋が建設された。旧市街は1847年に大火災によって大きな被害を受けたが、すぐに再建された。新たな拡張部分について、市は19世紀前半にルール川を越えて地方裁判所周辺でさらなる都市の拡張がなされた。
特筆すべき工業発展がないままの人口増加には限界があった。この街は地方行政・官僚都市であった。鉄道網に接続したことで変化が起こった。アルンスベルクには機関車や客車を修繕するための鉄道主要保守工場が設けられた。この工場は長らく、数百人の従業員を擁する本市最大の企業であり、熟練工も雇用していた。これに伴う移住者の流入はさらなる都市の拡大と建設をもたらした。20世紀へ移る頃のルールヴェルケ（現在のデ・メディチ）の設立後にも同様の効果が見られた。
（市町村再編前の）アルンスベルク市の19世紀の政治関係は、主に弱小下層階級の地元民からなるカトリック信者と、移住して来たプロイセンの高級官僚からなるプロテスタントのエリートとの間の社会的・宗教的対比に強く影響された。
両陣営間の最初の対立は3月革命以前にすでに現れていた。1848年/1849年革命時、カトリックの下層階級地元民は（反抗的な若者たちとともに）、大部分が労働者側についた。教育を受けた人々や政府に近いグループは保守的または穏健なリベラリズムを主張した。
19世紀後半、特に文化闘争以後、大多数のカトリック住民が政治的カトリック主義（ドイツ中央党）に移行した。これに対してプロテスタント系住民は状況に応じて自由主義や保守主義に同調した。最初期の最も重要な社会民主主義者の一人で、アルンスベルク生まれのヴィルヘルム・ハーゼンクレヴァーですら、ドイツ帝国の終焉までSPDの地歩を固めることはできなかった。その理由は、鉄道運営者の反社会民主主義的姿勢、比較的低い工業化の度合い、カトリック系労働者とカトリック環境との密接な結びつきなどにあった。1905年にアルンスベルク市と後のネーハイム＝ヒュステンも AG ルール＝リッペ鉄道に関与した。
1918年/1919年の革命（11月革命）の過程で社会主義陣営が形成されたが、ヴァイマル共和制の危機的状況下でSPD支持者とKPD支持者に分裂した。総じて、ザウアーラントの他の市町村に比べて経済的・社会的構造の観点から驚くほど強力であった。この発展は、中央党の大きな重荷となった。
帝国時代の政治的・社会的対立は、重要な役割をほとんど演じなかったが、1918年以後状況は変化した。第一次世界大戦直後数年間に、ネーハイムと同様に、物価高騰騒ぎと最初のストライキが行われた。この他に、ヴァルター・ラーテナウの殺害などに起因して、共和主義者と反共和主義者の間で互いに手荒な応酬が行われた。
アルンスベルクでは、他のザウアーラントの市町村に比べ早くから極右勢力の萌芽とその自治体政治における成功が見られ、1920年代半ばから、NSDAP の支持者が集まっていた。このグループ化は、確かにカトリックと社会主義陣営との結合力を弱めることに一部寄与した。しかしそれ以上に、数多くのプロテスタント系中産階級陣営の瓦解により強く関与した。
政治の過激化に寄与した特別な負荷が、1926年の鉄道主要保守工場の閉鎖であった。その結果アルンスベルクは数年間、ヴェストファーレンで唯一、人口が減少している都市となった。
国家社会主義者の権力掌握後、様々な役所で中央党や社会民主党の官僚がその職を解かれ、NSDAPの従順な党員に置き換えられた。ドイツ全土でそうであったように、反体制者やユダヤ系住民が権力者の抑圧下に置かれた。一部自発的に、あるいは強制によって、地元企業で思想統制がなされた。アルンスベルクは1930年代に軍の駐屯地となった。戦争中には、当時の国家労働奉仕団の陣地内に、戦争捕虜収容所が設けられた。

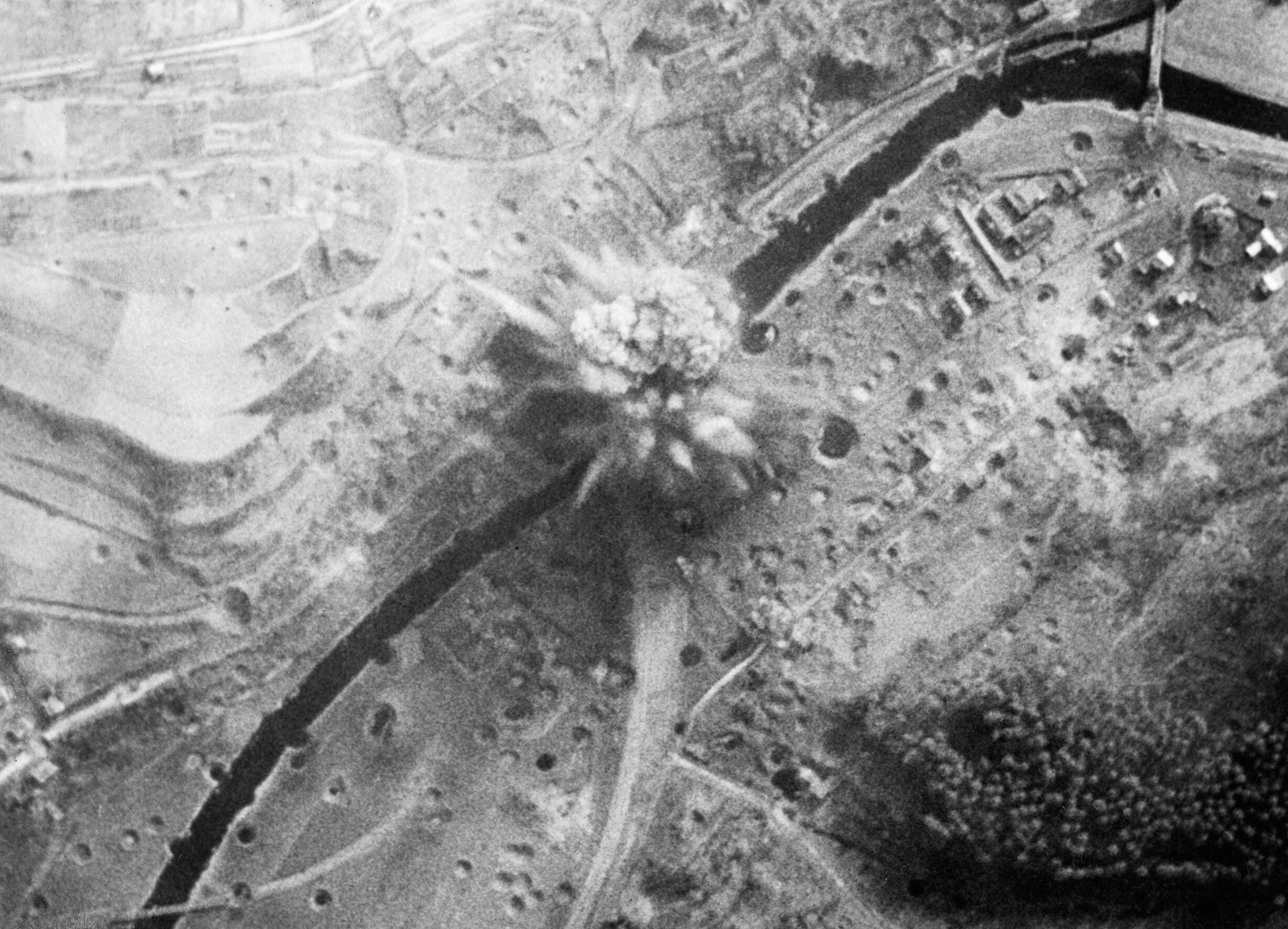
1945年3月19日のアルンスベルクに対する空爆

第二次世界大戦中、1940年9月15日から1945年4月まで、アルンスベルクは繰り返し爆撃機や、後期には低空飛行の戦闘爆撃機によって攻撃された。1943年5月17日、イギリス空軍によるメーネタール堰の爆撃（チャスタイズ作戦）によってダムが崩壊し、メーネタールに高さ 12 m に達する洪水が押し寄せた。この洪水はネーハイムの多くの家屋を破壊し、民間人の犠牲者を出した。メーネヴィーゼン強制労働者収容所の死者は特に多かった。市内では1945年春にはアルンスベルクの鉄道高架橋が主要な攻撃標的とされ、1945年2月9日から3月19日までに7回攻撃を受けた。1945年10月10日の米国戦略爆撃調査団の報告では、「ドイツ、アルンスベルクの鉄道高架橋」地点では高架橋に対して1818発の爆弾が投下されたと記載されている。3月19日にこの高架橋はわずか18発の爆撃で倒壊した。この攻撃では、イギリス軍のアブロ・ランカスター爆撃機は、それまでの戦争で用いられた爆弾中最大で最強の10トン爆弾「グランド・スラム」6発の他、12発の 5.4トン爆弾「トールボーイ」を投下した。1945年4月10日から12日にアメリカ合衆国軍が戦闘のないまま市域を占領した。
第二次世界大戦後、この街は再び成長した。一部は、当時の難民収容所（ギールスケンペン）や入植地区（シュレッペンベルク）から独特なキャラクターを持つ新しい街区が形成された。アルンスベルクとネーハイムは冷戦時ベルギー軍のドイツにおける駐留地であった。軍用建造物の他、兵士の家族のための住宅地も設けられた。政治の変革後、軍は撤退し、空き家となった時代に軍施設は大部分が取り壊された。跡地は住宅地となった。

### 市町村合併
1860年7月26日にはすでにミュシェデの一部がアルンスベルクに移管された。
ノルトライン＝ヴェストファーレン州の市町村再編に伴い、1975年1月1日に、アルンスベルク市とネーハイム＝ヒュステン市、およびバフム、ブライテンブルーフ、ブルーフハウゼン (ルール)、ヘルトリンゲン、ホルツェン、ミュシェデ、ニーデライマー、エーヴェントロプ (ザウアーラント)、ルムベック、エーントロプ、フォスヴィンケル、ヴェニヒローが合併して現在のアルンスベルク市が形成された。この時、アルンスベルク市は郡庁所在地の機能を失った。

## 住民

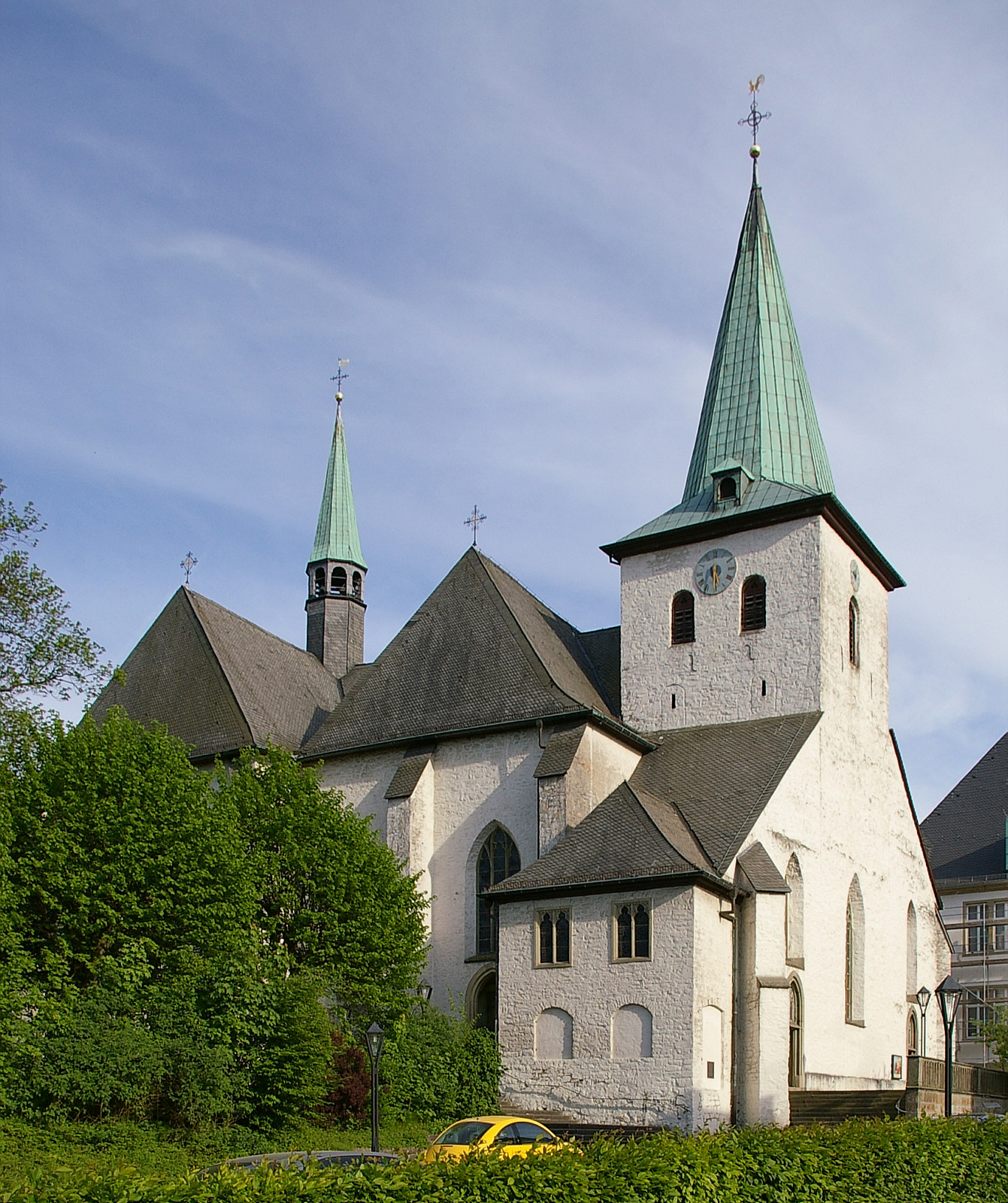
旧ヴェイディングハウゼン修道院教会

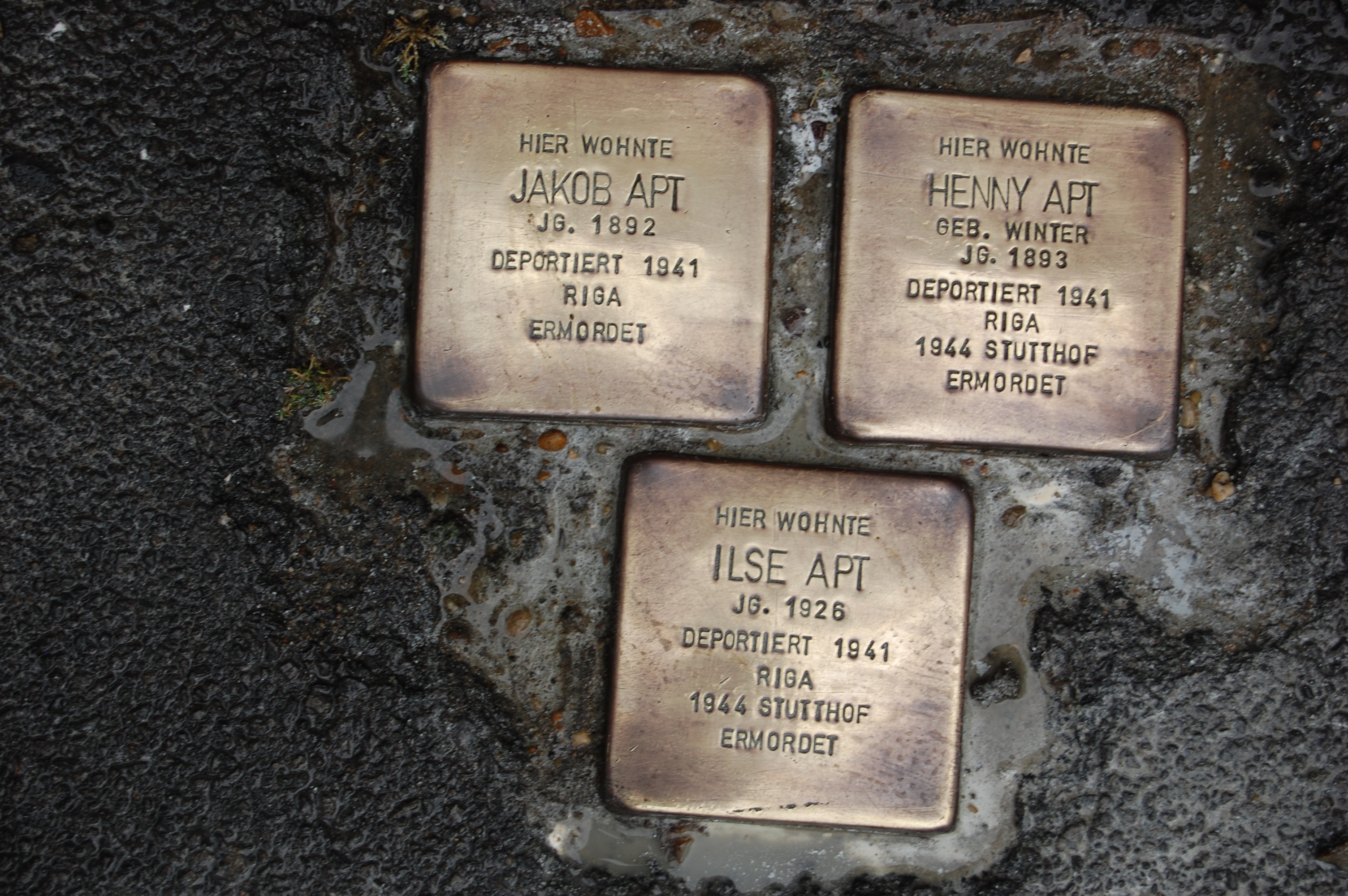
アルンスベルクの躓きの石

### 宗教
ヴェストファーレン公領の消失までアルンスベルクでは、非カトリック信者は例外的な存在であった。この地域がヘッセン領となり、その後さらにプロイセン領となって初めてプロテスタント系住民やユダヤ系住民も言及するに足るだけの広がりを持つに至った。アルンスベルク、ヒュステン、ネーハイムにシナゴーグが設けられた。アルンスベルク県初期のプロテスタント信者の数は、19世紀の初めに新たな領主の本拠地である福音主義地域から移住してきた数多くの役人によって増加した。
そのやや後に、ネーハイム、ヒュステン、エーヴェントロプといったダイナミックな工業地においても非カトリック住民が増加した。もちろんこれらの地区でも依然カトリック信者が多数であった。1912年のアルンスベルクでは 82 % のカトリック信者の他に約17 % のプロテスタントが住んでいた。この数値は、ネーハイムでは約 87 % がカトリック、約 12 % がプロテスタントであり、ヒュステンでは 90 % がカトリック、約 8 % がプロテスタントであった。他の、たとえばフォスヴィンケルなどの、大きな移住がなかった集落は、1912年時点でもほぼ完全にカトリックの集落であった。1902年、エーヴェントロプに神学校兼伝道本部エーヴェントロプ修道院が創設された。この施設は1969年まで存続していた。
こうした宗教構造は第二次世界大戦後に、小さな集落にまで難民や被追放者が流入したことで大きく変化した。
2011年5月現在、住民の 63.1 % がカトリック、18.3 % が福音主義である。残る 18.7 % はその他の宗教団体に属すか、または無宗教である。
ここの集落にはそれぞれ1つのカトリック教会が存在する。大きな集落では、第二次世界大戦後の人口増加に伴って新たな組織で創設された。プロテスタント組織は、アルンスベルクとネーハイムでは早くも19世紀に、ヒュステンとエーヴェントロプではその後に形成された。1975年には人口増加に伴って、ノルベルトゥス教会が建設された。
アルンスベルクには3つのモスクが存在する。アル＝ラーマ・モスク、イェニ・モスク、アール＝ズナ＝モスクがネーハイムまたはヒュステンにある。イェニ・モスクは1977年に創設された、ホーホザウアーラント郡内で最初のムスリム組織である。この組織はトルコ＝イスラム宗教施設連合に属す。アル＝ラーマ・モスクは2000年に設立され、イスラム＝アラブ連合によって運営されている。アール＝ズナ＝モスクは2002年から存在しており、モロッコ文化協会によって運営されている。
シナゴーグ、学校、墓地、その他の施設を有するユダヤ教団が19世紀からアルンスベルクとネーハイムに存在していた。国家社会主義者によって煽動されたユダヤ人排斥とホロコーストの結果、ユダヤ人の生活は事実上終わった。アルンスベルクには現在もユダヤ人墓地が遺されている。ネーハイムでは1985年に民間投資家によって旧シナゴーグが復元された。現在は、元の彩色や、一部ドイツ語、一部ヘブライ語による聖書の文言を見ることができる。2001年以後このシナゴーグはネーハイム狩猟者協会の所有となっている。記念プレートやストルパーシュタイン（躓きの石）が、ホロコーストのユダヤ人犠牲者を想起させる。

### 人口推移

アルンスベルクの人口推移

中世から近世のアルンスベルクの人口はわずか数百人であった。人口増加はゆっくりで、数多くの戦争、疫病、飢餓によって繰り返し減少した。1472年と1635年/1636年のペストの流行や三十年戦争（1618年 - 1648年）では数多くの住民が死亡した。20世紀の工業化によって初めて人口増加が加速した。1900年に8,500人だった人口は、1965年に23,000人に達した。
1975年1月1日、アルンスベルク市（1974年時点の人口は 22,112人）とネーハイム＝ヒュステン市（35,535人）および12町村が合併して、人口 81,049人の新たな都市アルンスベルク市が形成された。この人口が史上最高値である。ノルトライン＝ヴェストファーレン州データ管理・統計局の研究値に基づく2005年6月30日のアルンスベルクの公式人口は、76,303人であった。
以下の表は、各時点の市域におけるアルンスベルクの人口を示している。1835年までは推定概算値、それ以後は人口調査結果(1)または州統計部局の公式研究値である。
| 時期             | 人口（人） |
| ---------------- | ---------- |
| 1802年           | 1,843      |
| 1808年           | 2,415      |
| 1816年           | 2,590      |
| 1825年           | 3,130      |
| 1835年           | 3,711      |
| 1840年12月1日 1  | 4,170      |
| 1843年12月3日 1  | 4,295      |
| 1855年12月3日 1  | 4,612      |
| 1871年12月1日 1  | 4,784      |
| 1875年12月1日 1  | 5,500      |
| 1885年12月1日 1  | 6,733      |
| 1890年12月1日 1  | 7,400      |
| 1895年12月2日 1  | 7,786      |
| 1900年12月1日 1  | 8,500      |
| 1905年12月1日 1  | 9,195      |
| 1910年12月1日 1  | 10,247     |
| 1916年12月1日 1  | 9,416      |
| 1917年12月5日 1  | 9,608      |
| 1919年10月8日 1  | 11,181     |
| 1925年6月16日 1  | 11,697     |
| 1933年6月16日 1  | 12,079     |
| 1939年5月17日1   | 14,683     |
| 1946年10月29日 1 | 16,675     |
| 1950年9月13日 1  | 18,884     |

| 時期            | 人口（人） |
| --------------- | ---------- |
| 1956年9月25日 1 | 20,420     |
| 1961年6月6日 1  | 21,305     |
| 1965年12月31日  | 23,369     |
| 1970年5月27日 1 | 22,386     |
| 1974年6月30日   | 22,219     |
| 1975年12月31日  | 80,287     |
| 1980年12月31日  | 78,056     |
| 1985年12月31日  | 74,970     |
| 1987年5月25日 1 | 74,091     |
| 1990年12月31日  | 75,864     |
| 1995年12月31日  | 78,972     |
| 2000年12月31日  | 77,473     |
| 2005年12月31日  | 76,427     |
| 2010年12月31日  | 74,227     |
| 2015年12月31日  | 73,784     |
| 2016年12月31日  | 73,990     |

1 人口調査結果

## 行政

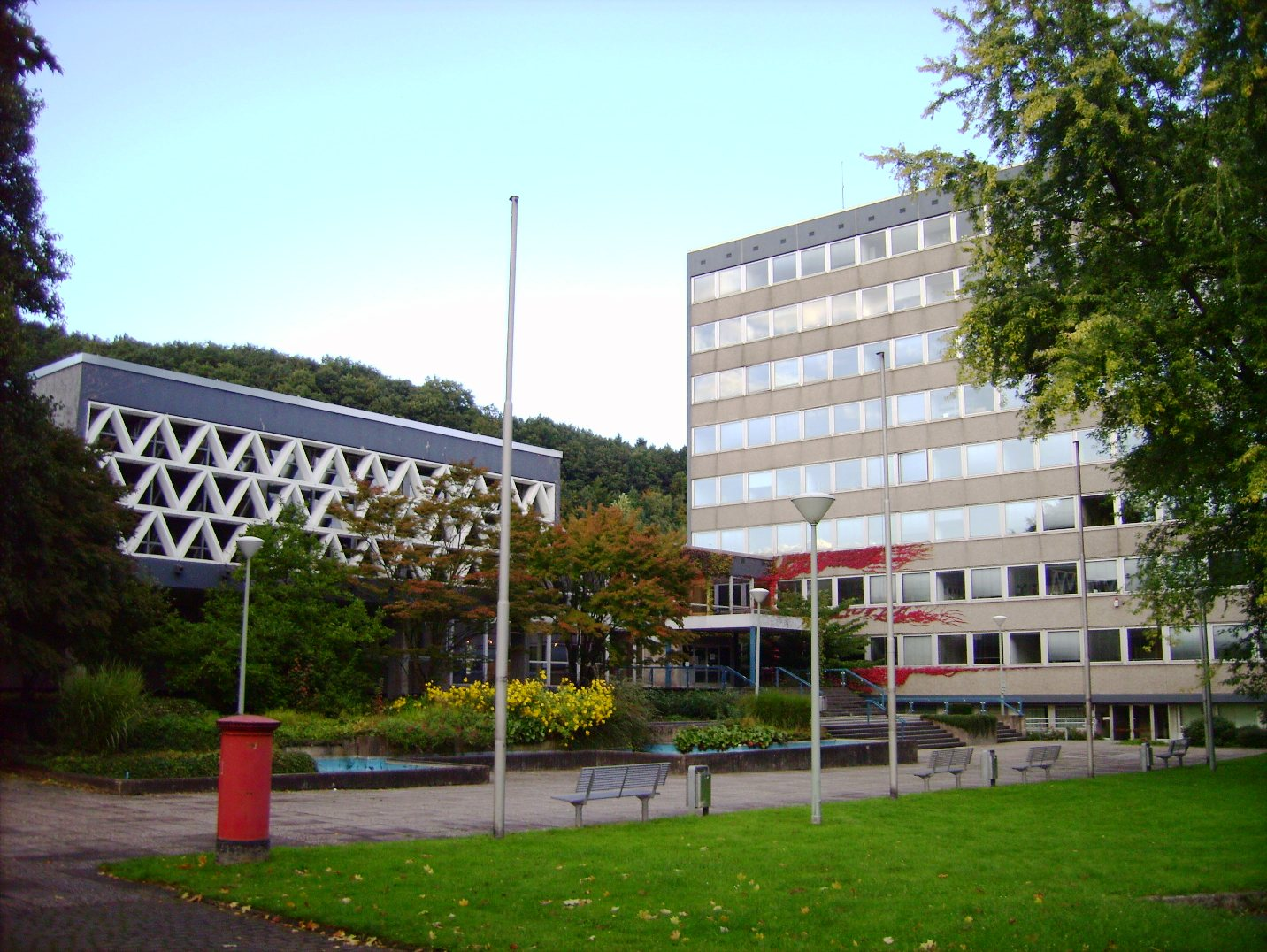
アルンスベルク市庁舎

### 議会
アルンスベルク市議会は、48議席で構成されている。

### 首長
1975年の市町村再編以後の新しいアルンスベルク市の市長を列記する:
- 1975年 - 1984年: ゲルハルト・テリート (CDU)
- 1984年 - 1999年: アレックス・パウスト (SPD)
- 1999年 - 2017年: ハンス＝ヨーゼフ・フォーゲル (CDU)
- 2018年 - : ラルフ・パウル・ビットナー (SPD)

ハンス＝ヨーゼフ・フォーゲルはアルンスベルク行政管区長官に就任し、2017年8月31日に辞職した。新市長選挙は2018年2月4日に行われたが、いずれの候補も過半数を獲得できず、2月18日に決選投票が行われた。その結果、SPDのラルフ・パウル・ビットナーが 55 % の票を獲得して、新市長に選出された。

### 紋章
図柄: 青地に、金色の爪と嘴を持つ銀の鷲。

紋章の成り立ち: 赤地に、右（向かって左）を向き、金の爪と嘴を持つ鷲が、アルンスベルク伯の紋章であった。都市創建当時からすでに、市自身もそのマークとしてこれを用いていた。この紋章は1154年にハインリヒ1世伯の印章に初めて現れる。アルンスベルクの鷲はドイツで最も古い紋章デザインの1つである。1278年に初めて市の印章に用いられていたことが分かっている。元々赤の地色は、17世紀にヴィッテルスバッハ家出身の選帝侯の庇護の下、ヴィッテルスバッハ家バイエルンの青に置き換えられた。1975年1月1日の市町村再編以後、新しいアルンスベルク市の市議会は、歴史的意義を考慮して、これまでの市の紋章を保持することを1976年1月14日に決議した。

### 姉妹都市
- ベクスリー区（イギリス、ロンドン自治区）
- フォス＝シュル＝メール（フランス、ブーシュ＝デュ＝ローヌ県）
- デーフェンテル（オランダ、オーファーアイセル州）
- アルバ・ユリア（ルーマニア、アルバ県）
- オレスノ（ポーランド語版、英語版）（ポーランド、オポーレ県）
- カルタジローネ（イタリア、シチリア州）

アルバ・ユリアとの姉妹都市関係は1974年にまで遡る。これはドイツとルーマニアの最も古い姉妹都市協定であり、さらに当時の西ドイツの自治体といわゆる東側陣営の自治体との間の最初期の姉妹都市協定の1つであった。この関係は、特に1989年の政治的変化とルーマニア経済の凋落後強くなった。その活動は、当時ルーマニアで不足していた様々な物資をアルバ・ユリアに向けて輸送する振興協会によってなされた。また冷戦中にも、旧ネーハイム市と第二次世界大戦後に当時のローゼンベルクから追放されたドイツ人との支援協力関係が存在していた。1989年以後この結びつきは現在のポーランド領オレスノとの姉妹都市関係に発展した。この街に対する支援についても、アルンスベルクでは振興協会が存在する。

## 文化と見所

### 演劇
演劇やオペラは、早くも17世紀や18世紀からヴェディングハウゼン修道院やギムナジウム・ラウレンティアヌムで上演されていた。この他に旧市庁舎の現在の「騎士の間」が旅芸人一座に利用された。固有の劇場は20世紀になって初めて設けられた。ザウアーラント劇場は元々1968年に、主に近くの学校の講堂として建設された。しかし長い目で見れば、演劇、オペラ、音楽演奏や様々な芸術の展示スペースとしての機能の方がより重要であった。この他に、1950年代からヘルトリンゲン野外ビューネが存在する。これは市民団体によって運営されており、毎年一般向けあるいは子供向けの演劇が上演される。クルトゥールシュミーデはアルンスベルク旧市街の鍛冶屋の付属建造物を多目的文化施設に改築したものである。小演劇や音楽イベントの他にここでは定期的にアヴァンギャルドな「テアトロン＝テアター」が公演を行っている。
- ヘルトリンゲン野外ビューネ
- クルトゥールシュミーデ

### 博物館

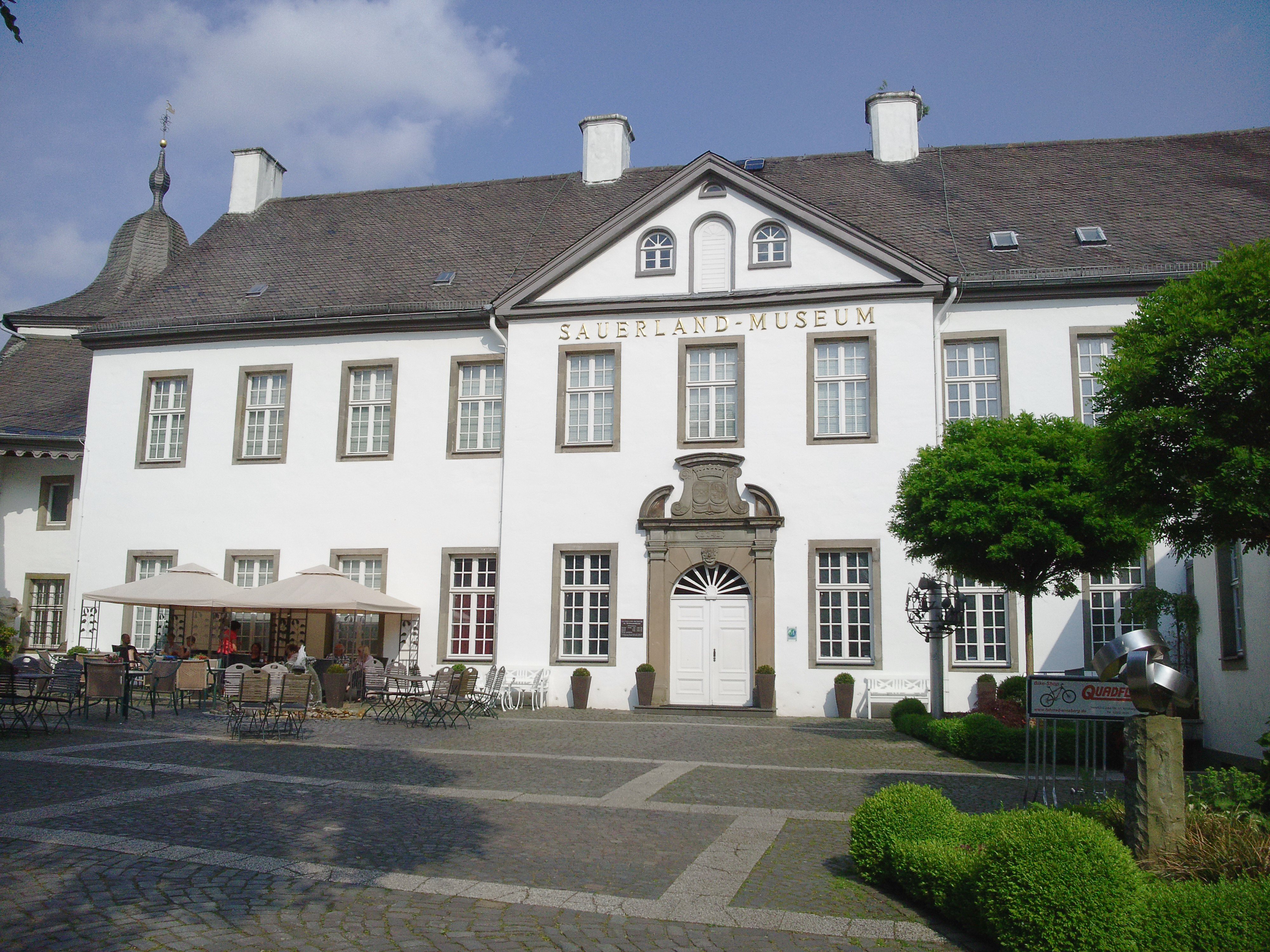
ザウアーラント博物館

ザウアーラント博物館は、様々な特別展覧会の他に、ホーホザウアーラント郡の歴史全般や自然・文化史に関する展示を行っている。光と照明の博物館は、ネーハイムの照明産業の重要性に基づき、この経済分野の発展を紹介している。この施設は旧カイザーロイヒテン社の社史コレクションを起源としている。現在は見学ができなくなっている。ネーハイムの歴史的なフレゼーケンホーフでは、フランツ・シュトックに関する恒久展示がなされている。この他にも、ヴェディングハウゼン修道院には、現在の姿に至るまでの修道院生活が紹介されている。

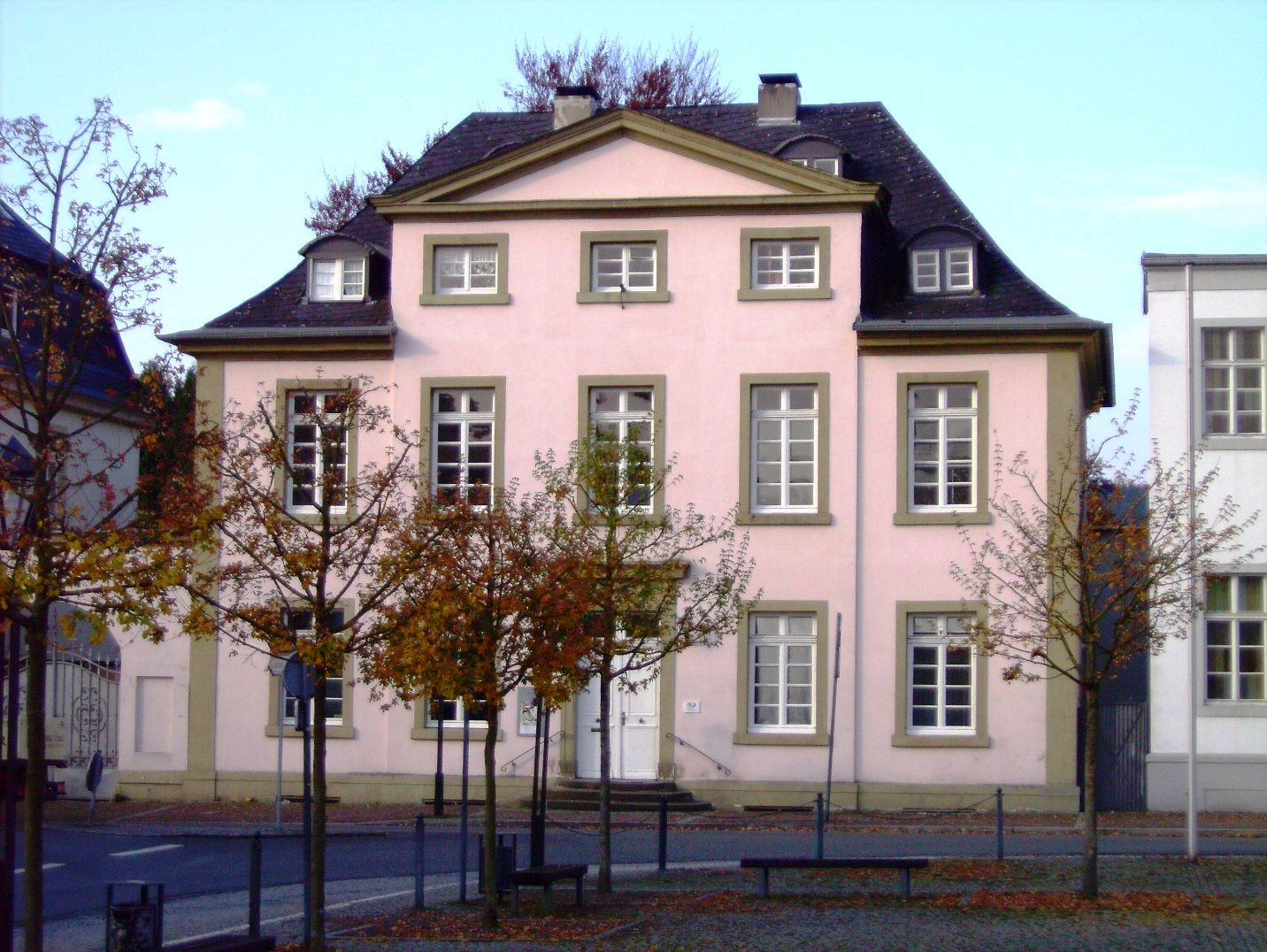
アルンスベルク芸術協会本部

- ネーハイムのフレゼーケンホーフ
- フレゼーケンホーフに展示されている照明器具

### 芸術と文学
アルンスベルク市区では、ノイマルクトのすぐ前にアルンスベルク芸術協会が本部を構えている。この他に芸術家グループ「ゼピア」は、グロッケン塔のすぐ裏に展示場を有している。ネーハイムでは、芸術家団体「デア・ボーゲン」が旧カイザーヴェルケの敷地内の新しい建物「クンストヴェルク」に居を構えている。
1965年からネーハイム＝ヒュステンで国際作家交流会が開催されていた。1994年まではこの交流会から発展した国際短編小説コロキウムが行われていた。文学団体が朗読会を開催している。

### 建造物

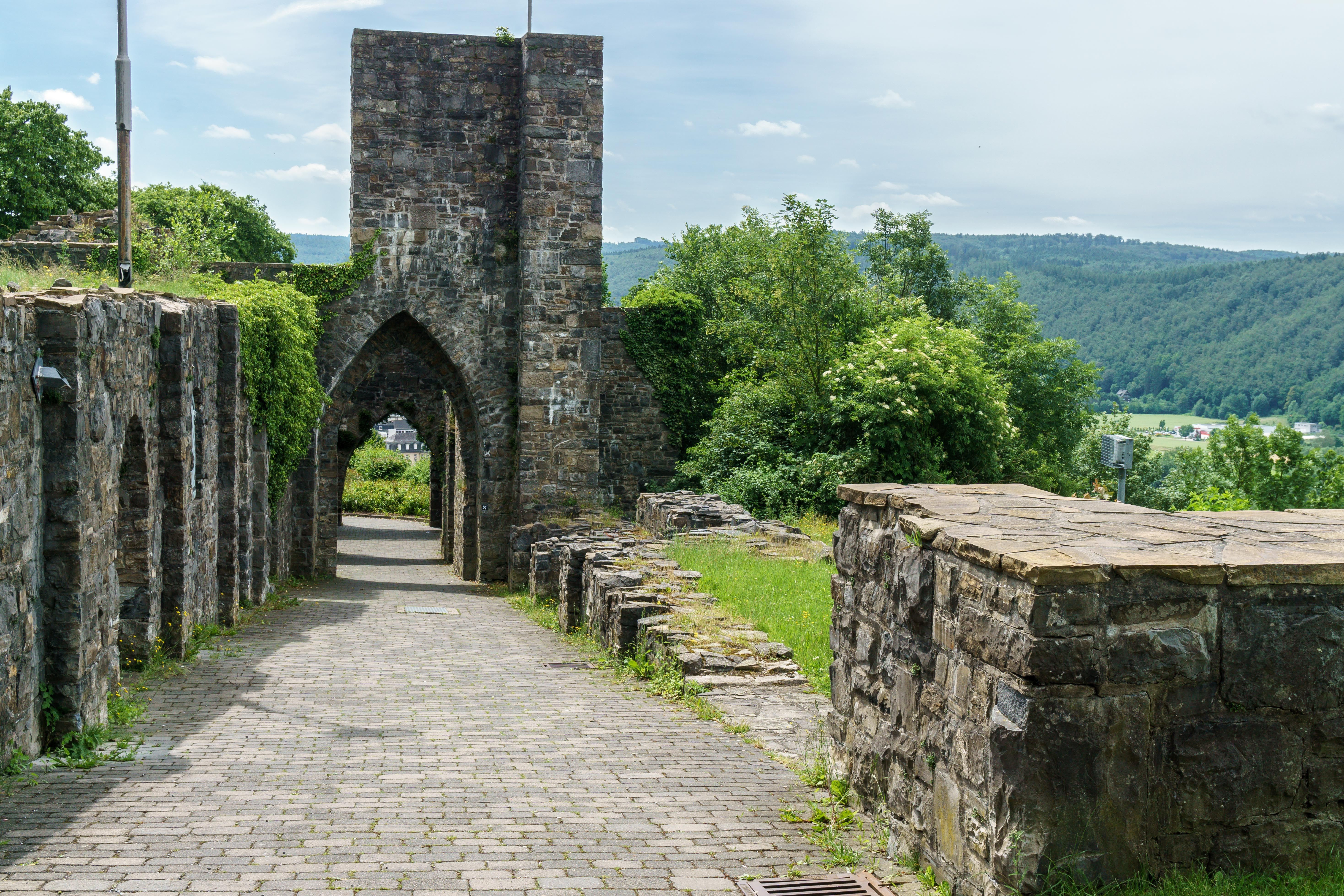
アルンスベルク城趾

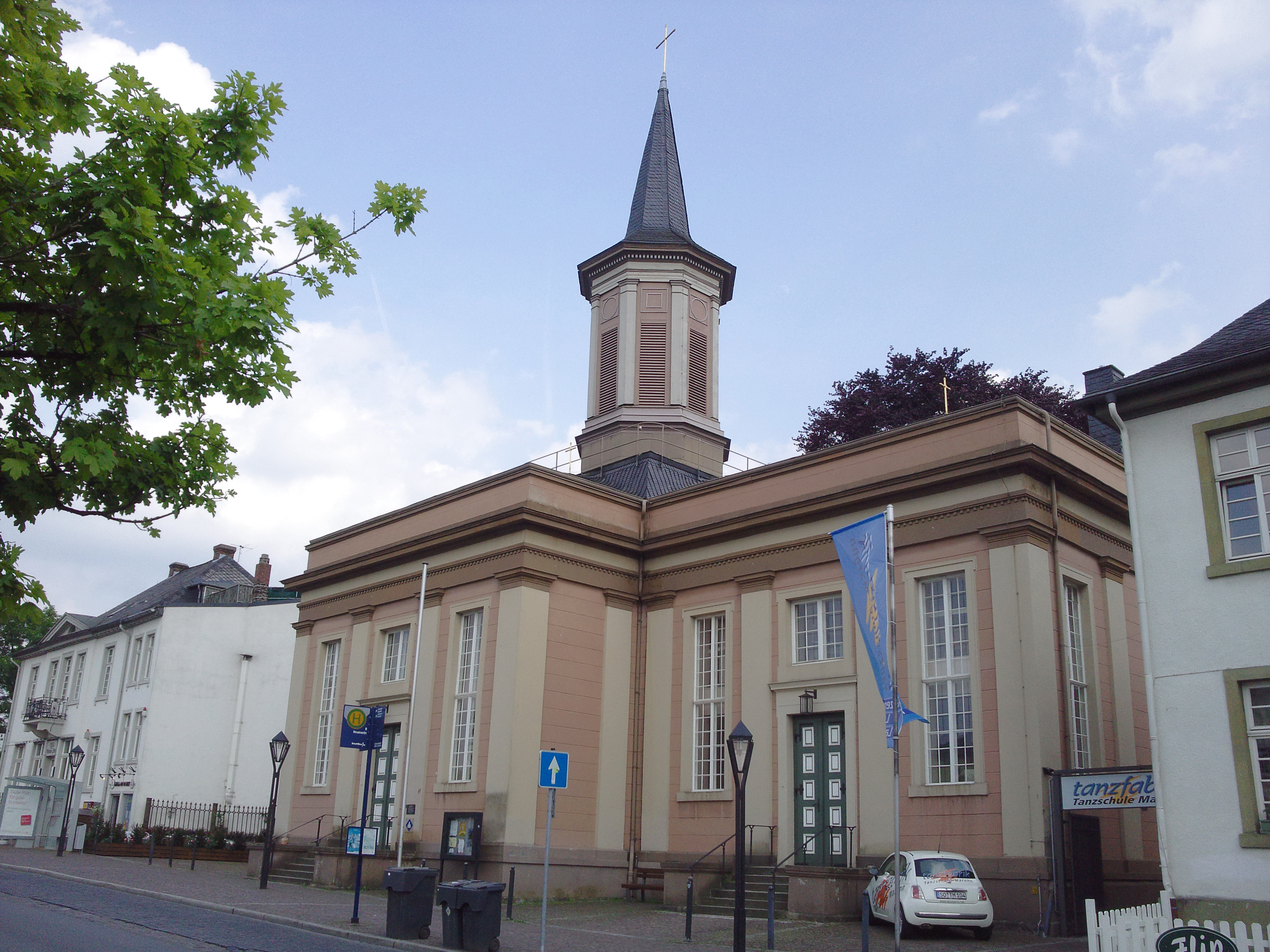
復活教会

#### アルンスベルク市区
アルンスベルク城が本市の母体である。この城館は、初めはアルンスベルク伯の城砦であったが、後にケルン選帝侯によって堂々たる城館に改築された。七年戦争で破壊された後は廃墟となった。城館の麓に旧税関とトルペストヒェン礼拝堂がある。
ルール川の対岸には、「アルテ・ブルク」（直訳すると「古城」）がある。この建物はわずかな痕跡が遺されているだけである。
旧市街には、数多くの、大部分は木組み様式で建てられた民家の他に、選帝侯領高官の建物がいくつか存在する。たとえば、ヴァイヒシャー・ホーフやデュッカーシャー・ホーフなどである。アルンスベルクの象徴的建造物は、グロッケン塔と聖ゲオルク市礼拝堂である。
都市防衛施設では、いくつかの市壁の断片の他、一連の塔が遺されている。リンプス塔やグリューネ塔がそれである。
そこからやや下方、マクシミリアンの泉があるアルター・マルクト（直訳: 旧市場）沿いに旧市庁舎がある。ここから遠くない場所にランツベルガー・ホーフがある。かつて選帝侯の愛人のために建てられたこの建物には、現在ザウアーラント博物館が入居している。アルテ・レギールング（直訳: 旧行政庁舎）もこの街の景観を形作る建物の1つである。元々18世紀末に刑務所として建設され、その後兵舎として、行政管区本部として利用された。現在は行政裁判所の建物となっている。
文化財地区「行政新市街の歴史的都市構造」内に、福音主義の復活教会とかつてのノイマルクトの市民カジノがある。これらは19世紀初めから建てられた新古典主義建築の作例である。
ヴェディグハウゼン修道院地区には、ギムナジウム・ラウレンティアヌムへの入り口であるヒルシュベルガー門、カトリックの聖ラウレンティウス教会、初期ヴェディングハウゼン教会の遺構（現在は市文書館）がある。その裏手から。エームゼン記念碑があるアイヒホルツの森が始まる。20世紀初めに建設された旧クーアホテルの塔が、この街の都市景観を創り出している。この建物は現在老人ホームとして使われている。
新市街には、古典主義様式で建てられたアルンスベルク地方裁判所がある。その近くに、18世紀に建設されたヨハネス＝ネポムク礼拝堂がある。
旧市街西側のルール川対岸クロイツベルクにネオゴシック様式のクロイツベルク礼拝堂がある。そこには十字架の道も通っている。
- アルテ・ブルク（リューデンブルク城）跡
- ヴァイヒシャー・ホーフ
- デュッカーシャー・ホーフ
- 聖ゲオルク市礼拝堂
- リンプス塔
- アルター・マルクトのマクシミリアンの泉
- 市民カジノ
- ヒルシュベルガー門
- エームゼン記念碑
- ヨネネス＝ネポムク礼拝堂
- クロイツベルク礼拝堂

#### 他の市区

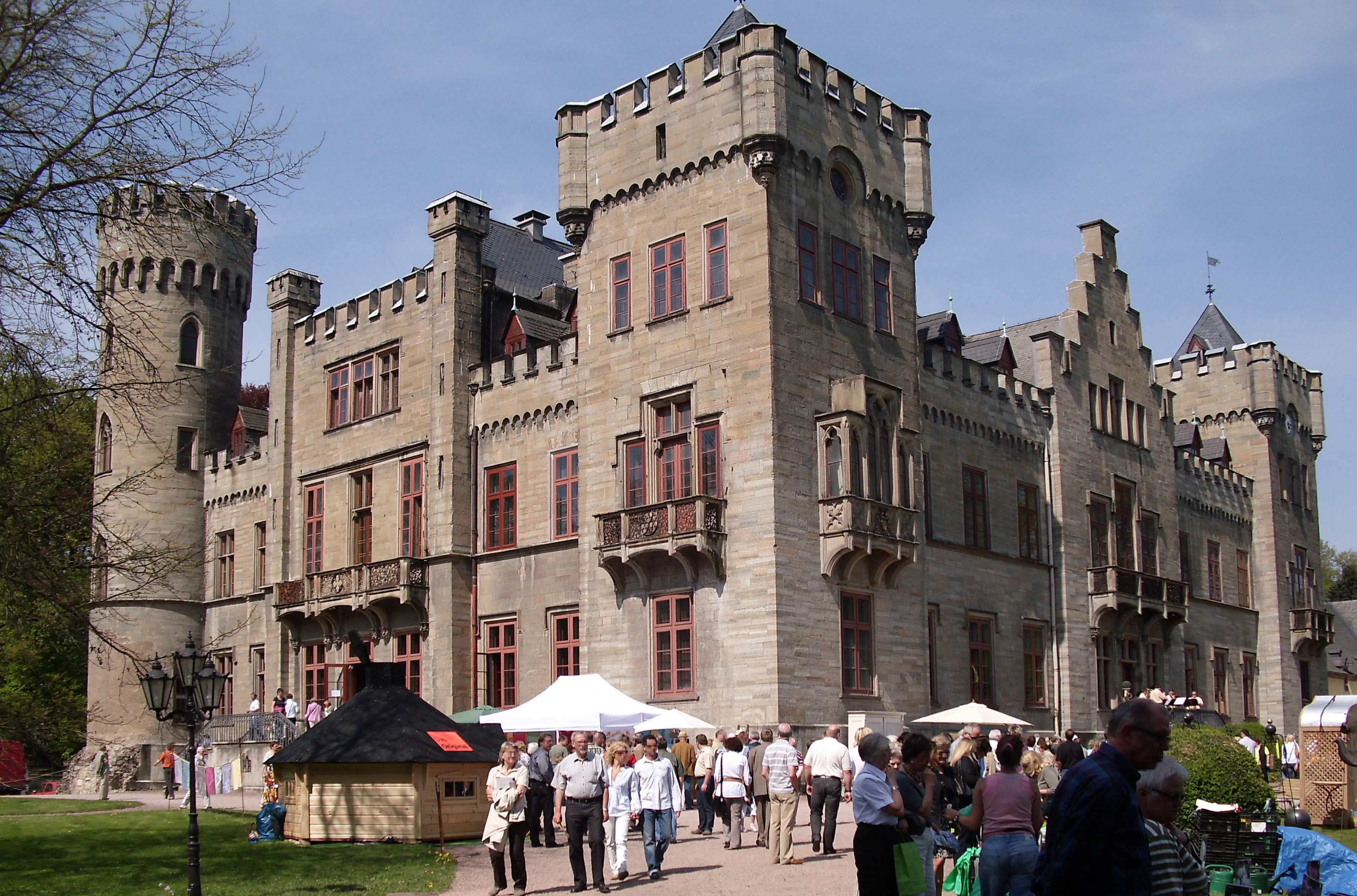
ヘルトリンゲン城

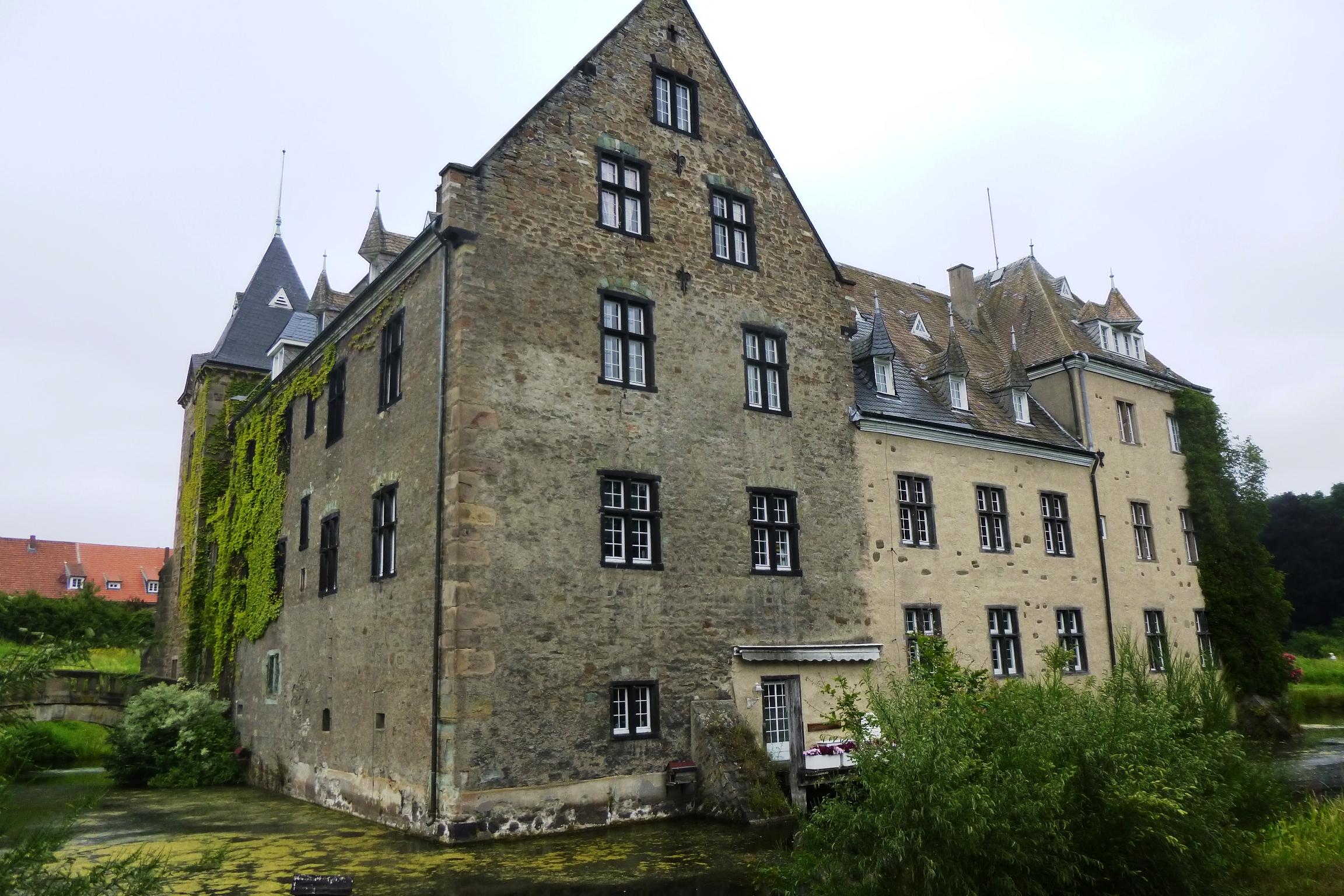
ヘリングホーフェン城

- 現在のヘルトリンゲン城は1844年から1853年に、古い城の後継城館として英国チューダー様式で建設された。この城館は、イギリス様式の庭園に囲まれている。
- ヒュステンの聖ペトリ教会は1866年に建設されたのだが、その歴史はより古い先代の教会に遡る。塔は、12世紀のロマネスク様式の中核部に建設されたものである。
- 旧ヒュストナー鉱山会社の管理棟と従業員住宅は、1960年代まで重要だったこの製鉄企業の最後の遺構である。
- ネーハイムの洗礼者聖ヨハネ教会は、1892年から1913年の市の経済発展の時代に、先代教会の場所に、レンガ造りのバシリカ教会の様式で建設された。この教会は、その規模から、ザウアーラント聖堂とも呼ばれる。
- ネーハイムのグロッケンシュピールは洗礼者聖ヨハネ射撃兄弟団1607が、創設400年を祝って2007年にアルンスベルク市とその市民およびネーハイムを訪れる人々に寄贈したものである。
- ネーハイムのメーネ墓地にあるテオドルス礼拝堂は、1835年にフランツ・エゴン・フォン・フュルステンベルク＝シュタムハイムによって、亡くなった父親のために、ギリシア神殿様式で建設された。
- ネーハイムの旧シナゴーグは修復されている。現在は、元の彩色や、一部ドイツ語、一部ヘブライ語の聖書の文言が見られる。
- ヘリングホーフェン城（フォスヴィンケル近郊）は、1765年の火災後に再建された水城である。19世紀に、聖堂建築家エルンスト・フリードリヒ・ツヴィルナー（ドイツ語版、英語版）によって歴史的ロマネスク様式に改築された。
- ネーハイムには、古くは14世紀にまで遡るかつての役人の館がいくつか遺されている。ドロステンホーフがその一例であるが、実際にはこの建物は1700年頃に現在の姿に改築された。フレゼーケンホーフは1688年に先代の建物跡に新たに建設された。城吏の館グランザウも同様であると考えられている。重量感のある1階部分は17世紀に先代の建物跡に建設されたもので、上階が木組み建築に置き換えられたのは後になってからである。
- エリングハウゼン修道院は、1174年に設立されたプレモンスト会女子修道院であった。数多くの見事な芸術作品を有するゴシック様式の礼拝堂は特に重要である。
- プレモンスト会ルムベック女子修道院は、1190年頃に設立された。注目すべきはゴシック様式の修道院教会である。この教会は、ヴェストファーレン最初期のハレンキルヒェの1つであるとみなされている。
- ブルーフハウゼンのローデンテルゲン旧巡礼礼拝堂の歴史は、15世紀にまで遡る。

- 聖ペトリ教会
- ヒュステナー鉱山会社管理棟
- 洗礼者聖ヨハネ教会
- ネーハイムのテオドルス礼拝堂
- ネーハイムの旧シナゴーグ
- ルムベック女子修道院
- ローデンテルゲン旧巡礼礼拝堂

### 公園

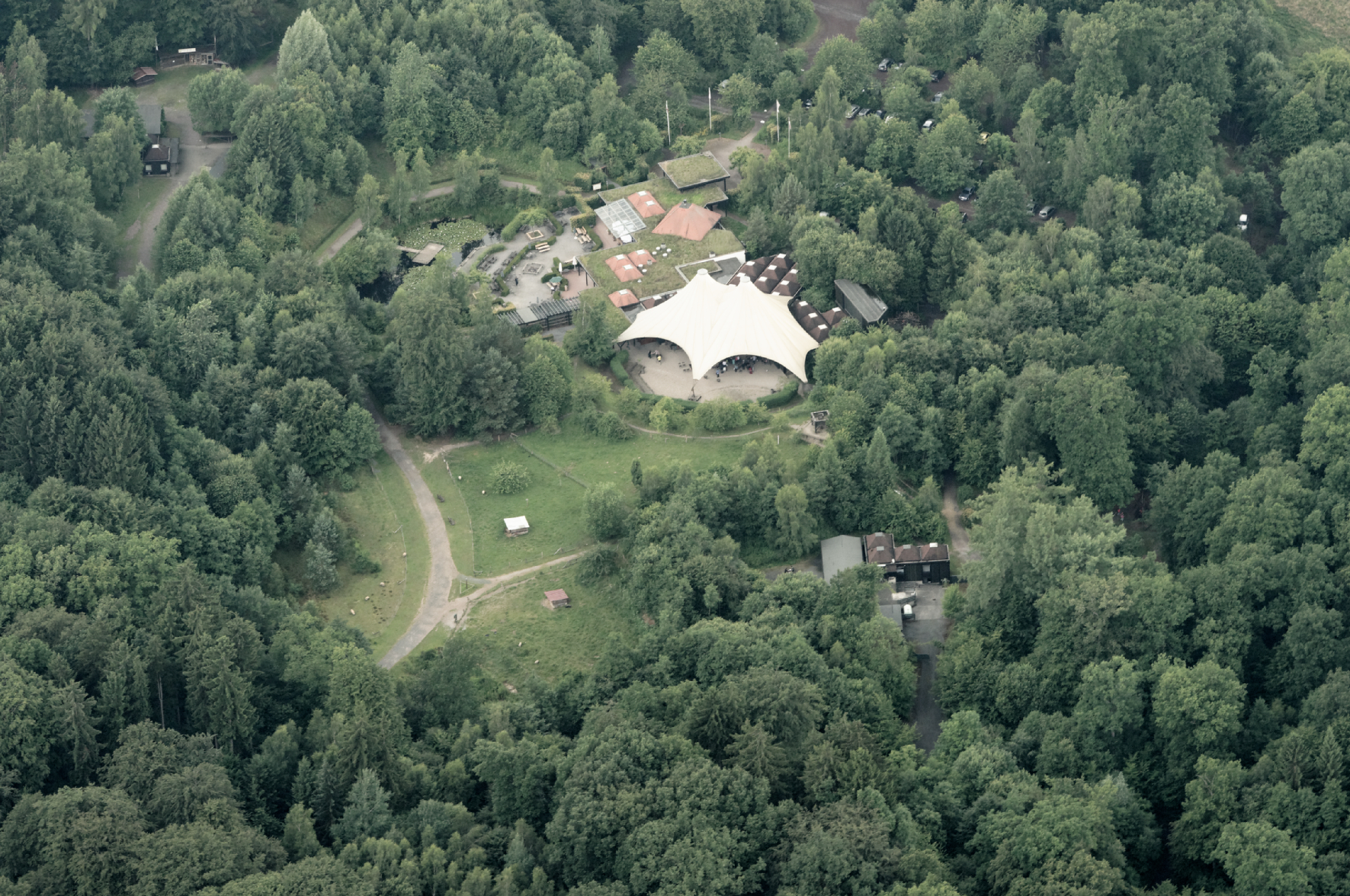
フォスヴィンケル野生林の航空写真

- フォスヴィンケル市区には、フォスヴィンケル野生林がある。この広い施設では、訪問者はその自然環境の中でのザウアーラント土着の動物の生活を観察することができる。この他に、この施設はヴァルトアカデミー・フォスヴィンケル e.V. を通して、環境境域にも取り組んでいる[34]。
- ネーハイムには、ブレーマース・パーク（発明家のフーゴ・ブレーマーにちなんで命名された）とブレッケルマンス・パーク（企業家のブレッケルマンにちなんで命名された）がある。
- アルンスベルク市区には、歴史的なトヴィーテのガルテンホイシェン（園亭）の周りに広い公園が設けられている。いくつかのサークルがイベントを組織するなどの取り組みを行っている[35]。

- フォスヴィンケル野生林
- フォスヴィンケル野生林のアカシカ
- トヴィーテのガルテンホイシェン

### 墓地
アルンスベルク市には、15の市立墓地、6つのカトリック墓地、3つのユダヤ人墓地（閉鎖されている）がある。

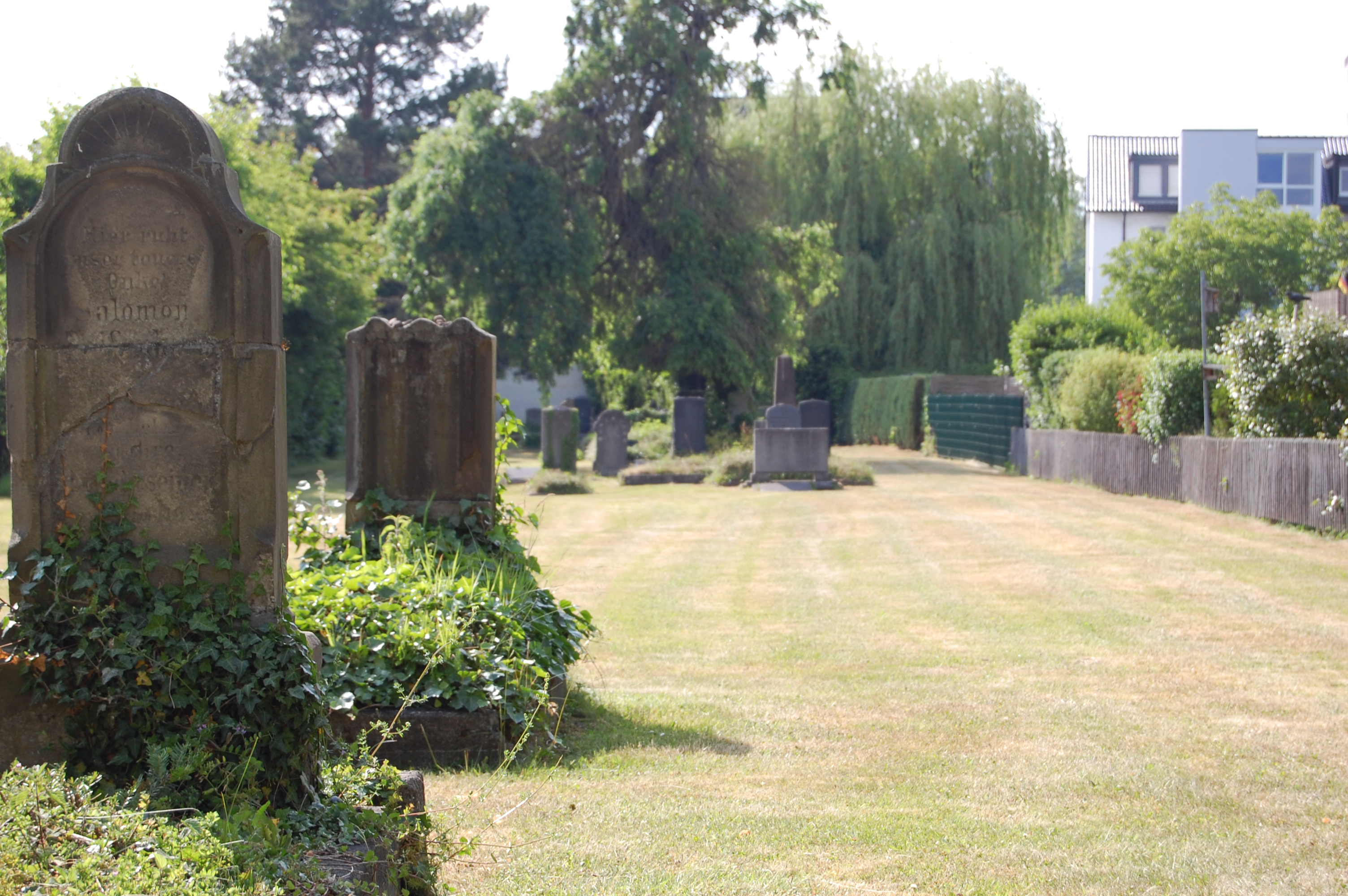
ヒュステンのユダヤ人墓地

アルンスベルクの墓地のいくつかは、歴史的に重要で、施設や墓石は見応えがある。アルンスベルク市区のアイヒホルツ墓地がその1つである。この墓地は19世紀に設けられた。多くの贅沢に作られた墓石は、この街の住民の歴史を反映している。ネーハイム市区のメーネ墓地も同様である。ここには1943年のメーネカタストロフィーの犠牲者が葬られている。その敷地内には、アウトバーン建設のために移築されたギリシア様式のテオドルス礼拝堂もある。ヒュステンの旧墓地は、わずかな記念碑が遺されているだけで、公園として利用されている。ヒュステンのユダヤ人墓地には、長らく周辺の集落のユダヤ人も葬られた。ゼルタースベルクのユダヤ人墓地も長い歴史を有している。ここには1847年以後のユダヤ人コミュニティの死者が埋葬された。国家社会主義の時代に整地され、建設用地として売却された。第二次世界大戦後、修復が行われた。現在は、毎年「水晶の夜」の日に追悼祭が開催されている。ネーハイム地区にもユダヤ人墓地がある。この墓地はメーネカタストロフィーによってひどく破壊された。エーヴェントロプには、主にルール・ポケットを巡る戦いで落命した兵士のための戦没者墓地がある。

### スポーツ施設

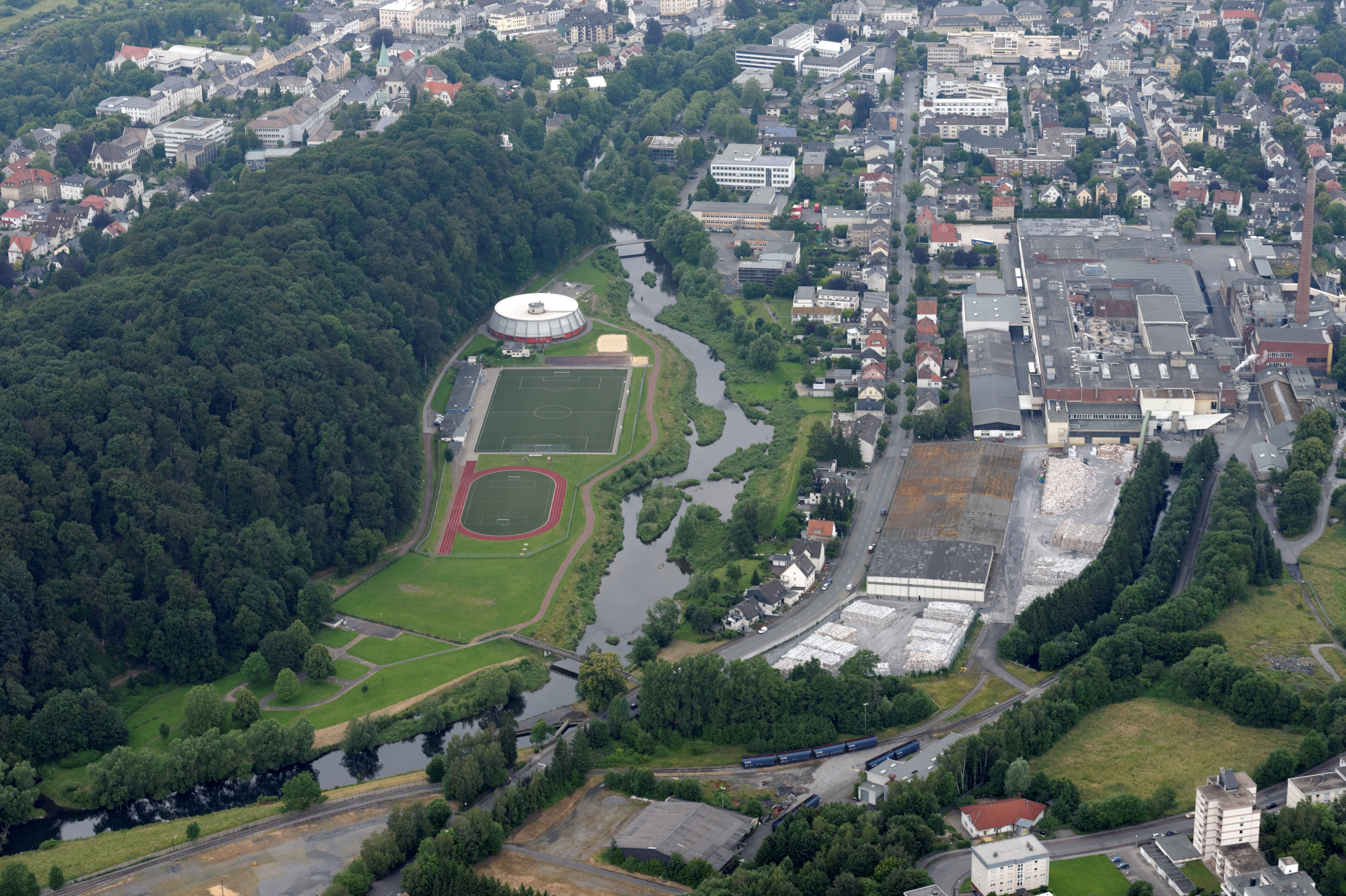
アイヒホルツ・スポーツセンター。白い円形の建物が円形体育館

多くの市区で、学校や 90 のスポーツクラブが一連のスポーツグラウンドや体育館を利用している。大規模なスポーツイベントの会場としては、ヒュステン市区のシュターディオン・グローセ・ヴィーゼがある。円形体育館では、2011年6月1日から4日まで第9回レーンラート世界選手権が開催された。
アルンスベルクには、航空スポーツのための飛行場が3つある。モーター航空機用交通飛行場であるアルンスベルク＝メンデン飛行場と、エーヴェントロプ飛行場およびアルンスベルク・ルールヴィーゼ飛行場の2つのグライダー飛行場である。これらは、1956年8月12日の航空の日に完成した。

### 年中行事

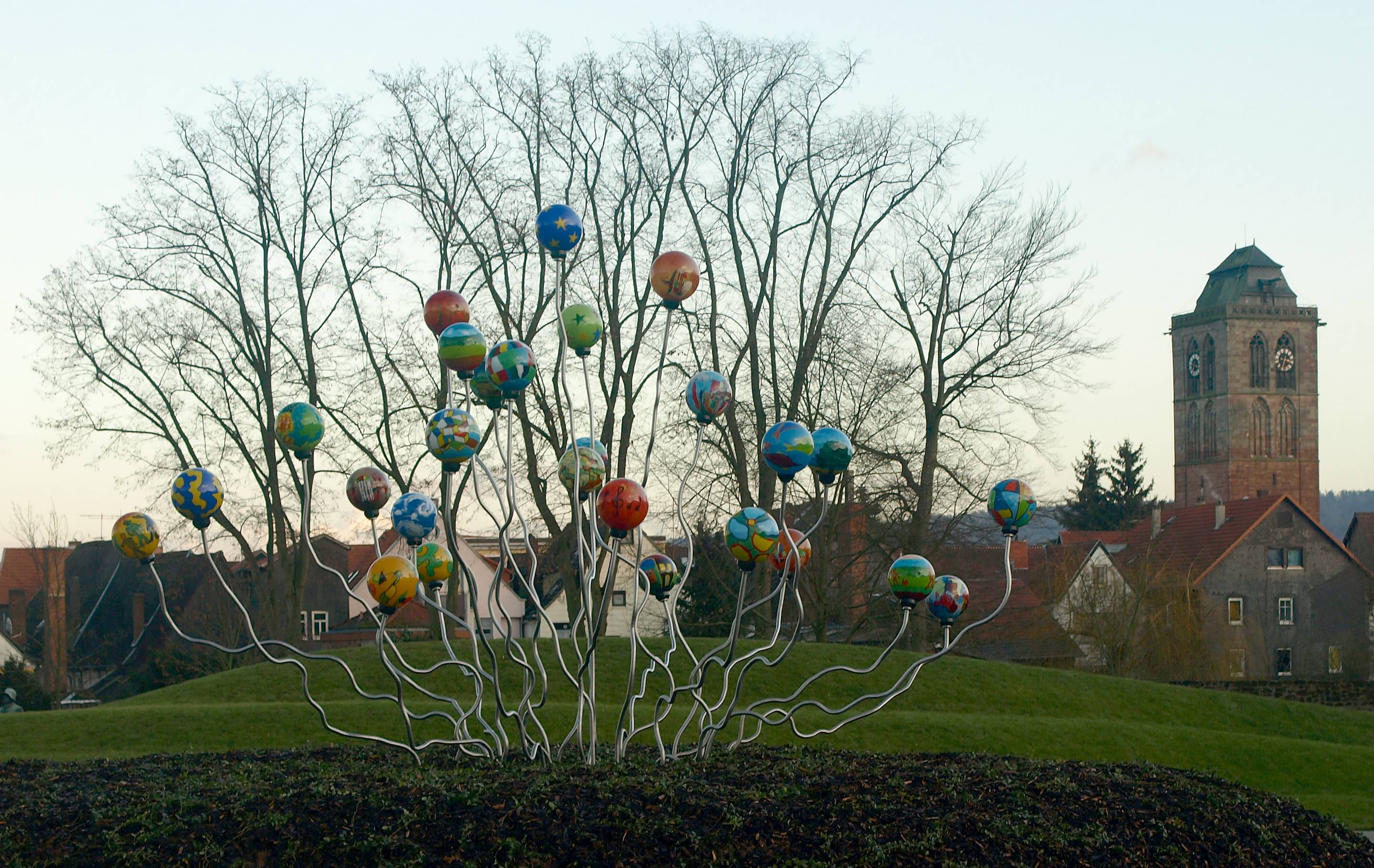
オイローパブルーメ

- 「ルイネンフェスト」（廃墟祭）のあるアルンスベルク週間は、アルンスベルクの城館遺跡の維持およびその資金調達のために創設された。
- 「アルンスベルク国際文化の夏」は1996年から毎年開催されており、年ごとにテーマが設けられる。文化の夏2004では、連邦道 B7号線（ドイツ語版、英語版）のロータリーにオイローパブルーメ（ヨーロッパの花）が創られた。これは、25個の光るアクリルボールによって、欧州連合の民族多様性を象徴したものである。曲がった花の茎は、連合内のそれぞれの国がたどった苦難に満ちた道程を表現している。
- 「クリスマスマーケット」はアルンスベルクのノイマルクトで開催される。また、シュタインヴェークで「善行のクリスマスマーケット」も開かれる。これは様々な活動団体やグループが社会的、文化的、あるいはその他のプロジェクトの支援のために開催されるものである。アルンスベルクでのクリスマスマーケットの他に、これ以外の大きな市区でも類似のイベントが開催される。
- ヒュステンの「キルメス」（教会祭）は、この地域で最も大きく、最も伝統的な民俗祭の1つである。起源は1000年以上前に遡る。
- 「国際ザウアーラント・チーズ祭」と「ヒュステンの秋」は地元小売業者のイベントである。
- 全市区で開催される射撃祭
- 謝肉祭もほぼ全市区で祝われる。「リントヴルム・デア・フロイデ」（歓喜の竜）と呼ばれる謝肉祭のパレードはバラの月曜日（ドイツ語版、英語版）の前日にアルンスベルク市区でのみ行われる。
- ザウアーラント劇場でのクリスマスコンサート
- 「ディース・インターナツィオナリス」は、30年ほど前からネーハイムのマルクト広場で開催されているイベントである。本市にある数多くの移民グループが、その郷土料理を紹介する。さらにステージではダンスや音楽といった文化的上演も行われる。このイベントは異文化交流受容の興味深いやり方である。
- ネーハイム＝ヒュステンでは、集中治療医学、救急医療、血液学の全国的に有名な医学イベントが定期的に開催されている。

## 経済と社会資本

### 経済

#### 経済史
1973年の市町村再編前の旧アルンスベルク市は、何世紀も前から宮廷都市、19世紀から20世紀には行政都市であり、役所や裁判所が街を形作っていた。鉄道が開通して初めて、鉄道主要保守工場というかたちで工業が始まった。この工場は1870年から1920年代半ばまで存続していた。しかし民間の二次産業は発展しなかった。19世紀から20世紀の変わり目頃になってやっと重要な段ボール製造業者（フェルトミューレ）が定着した。第二次世界隊大戦後の短い期間、小さな自動車製造業者クラインシュニットガーが設立された。
ザウアーラントのルール川沿いに面する立地条件と歴史的な旧市街を持つことからアルンスベルクでは観光業が重要な産業となった。

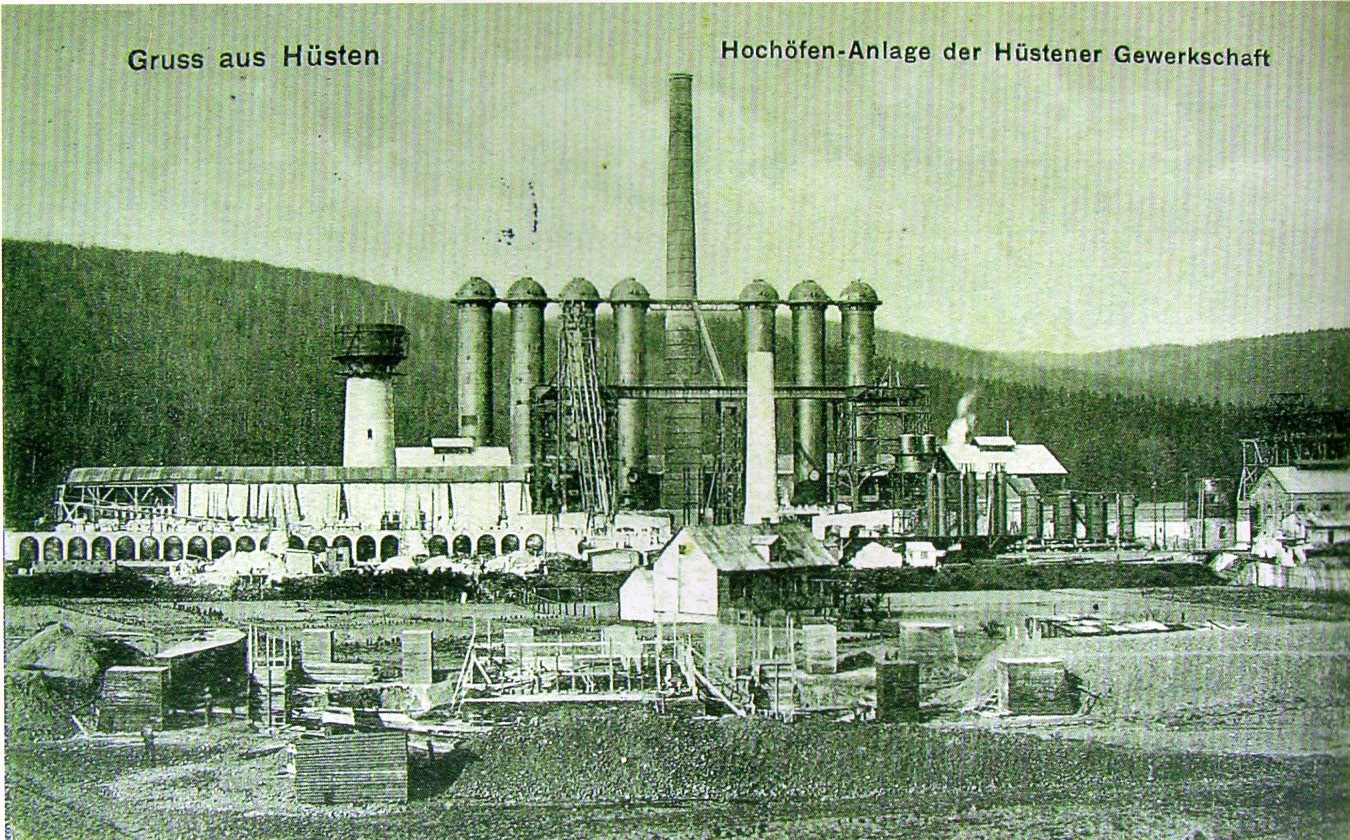
1907年のヒュステナー共同鉱山会社の高炉

1973年以降アルンスベルクに合併した市区は事情が全く異なっていた。ネーハイム、ヒュステン、エーヴェントロプの一部は19世紀にはすでに工業化を遂げていた。ヒュステンには1930年代から1960年代まで、初めはヨーゼフ・コザックによって設立された精錬業が興り、その後圧延工場、最終的には大規模な鉱業会社（ヒュステナー共同鉱山会社）が成立した。ブルーフハウゼン地区にその子会社が設けられた。この会社には化学系企業も属していたが、その所有権はエヴォニーク・デグッサに移譲された。ネーハイム市は金属加工産業の中心地（「照明の街」）であった。カイザー＝ロイヒテン社は先進的な照明製造業者の1つに数えられた。エーヴェントロプではガラス産業と木工業が営まれていた。ミュシェデでは初期工業のゾフィーエンハンマーが工業化の試練を切り抜け、重要な鉄加工業者ユリウス・クローネンベルク o.H. に発展した。
他の地区では、19世紀から20世紀初頭にはまだ農業が主であり、あるいはヘルトリンゲン、フォスヴィンケル、ルムベックなどは工業系企業の発展と結びつきベッドタウンとしてなっていった。現在のアルンスベルク市の市域において鉱業は、近代にはほとんど重要な役割を演じなかった。一時期だけ、エーントロプ近郊カスパリ鉱山でのアンチモン採掘が一定の重要性を担っていた。
現在では、こうした市区間の経済構造の違いはある程度無くなりつつある。市全体で特徴的なのは、多彩な中小企業を主とする金属加工業である。

#### 現在の経済構造

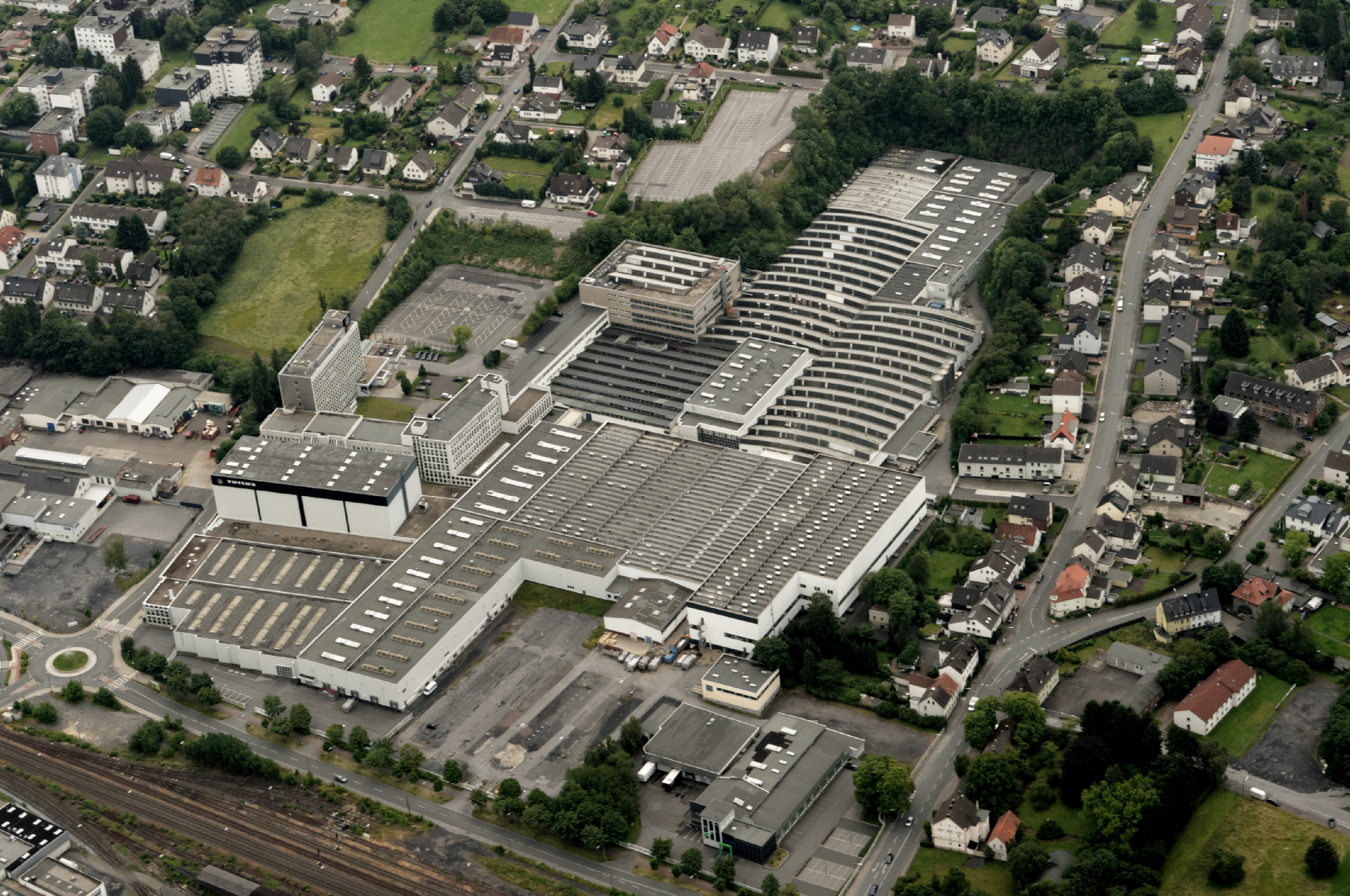
トリルクスのアルンスベルク本社工場

1970年代に成立した新たなアルンスベルク市は、現在では単なる行政都市ではなく、ホーホザウアーラント郡の経済的中心地でもある。以前と変わらず、製紙業および紙加工業が大きな重要性を有している。衛生用紙製品製造のリーディングカンパニーであるヴェパもその1つである。レノ・デ・メディチ（旧フェルトミューレ）は段ボール箱を製造している。
主に極東からの競合があるにもかかわらず、照明産業・電子産業とその下請け業者は中心的な役割を演じている。BJB社は、アメリカ、ヨーロッパ、アジアに支社を持つ電子部品（特に照明産業用）の主導的な製造業者である。トリルクス、ELPRO、バンカンプ・ロイヒテンは照明器具製造分野の企業である。アルンスベルクは、EGLO照明コンツェルンのドイツ支社所在地である。電子機器製造のクロアー社もこの分野に属す。
日用品製造業者ウェスコや高価値の煮沸鍋製造業者ベルンデスの金属加工業も重要である。A&E ケラーは自動車下請け業者である。ユリウス・クローネンベルク o.H. 企業グループには様々な金属加工業者が属している。
木工業はザウアーレンダー・シュパンプラッテや木製結合板製造のプファイデラーヴェルケ（旧デュロパル）が担っている。ザウアーレンダー・シュパンプラッテは、国内の原材料を内装扉の部品に加工しており、ドイツにおけるパーティクルボード技術のリーディングカンパニーである。ゼレクタ社は、主に銀行・信用金庫用の設備、および船舶の製造業者である。
その他の分野の企業もある。たとえば、スポーツ用品・警察用品製造のウマレクス（商標: ヴァルター）、自動車や飛行機のための安全ベルト製造業者シュロート＝グルテなどである。さらに化学系企業のパーストルプ（旧エヴォニーク・デグッサ）、モーター部品製造業者 DESCH アントリープステクニーク、ダルマー（衛生技術、建築排水）、高価値な日用品製造業者インペリアル（ミーレグループ）、切断機製造業者のグレフ兄弟社、メタ書棚製造などもある。中小印刷業者の他に、世界各国に支社を持ち合計1150人を雇用する装飾紙製造業者インタープリント社が存在する。エネルギー分野では、アルンスベルクは RWE の地方代理店本部の所在地である。ここから、35自治体の電力が管理・供給されている。
- ミュシェデ地区のヴェパ本社
- レノ・デ・メディチのアルンスベルク工場
- インタープリント・デザイン・センター

#### 観光業
2007年、アルンスベルクには延べ165,687泊の宿泊客があった。ゲストは平均3.2泊滞在した。パッケージツアーは、1,512回で、13,200人がこの街を訪れた。アルンスベルクの観光施設で特に成功したのが、アルンスベルクを通るルールタール自転車道とザウアーラント＝森林ルートである。ザウアーラント森林ルートの他にもアルンスベルクには多くの森の遊歩道がある。たとえば、2011年にオープンした全長 12 km の選帝侯のアルンスベルク猟場もその1つである。同じく大きな成功を収めたのが、一部は全般的な、一部はテーマを絞って定期的に行われる市内ツアーである。この他に、フォスヴィンケル野生林のイベント「騎士の食事」、「アルンスベルクの居酒屋の夜」や「アルンスベルクのクリスマスマーケット」といった特別な催しもある。

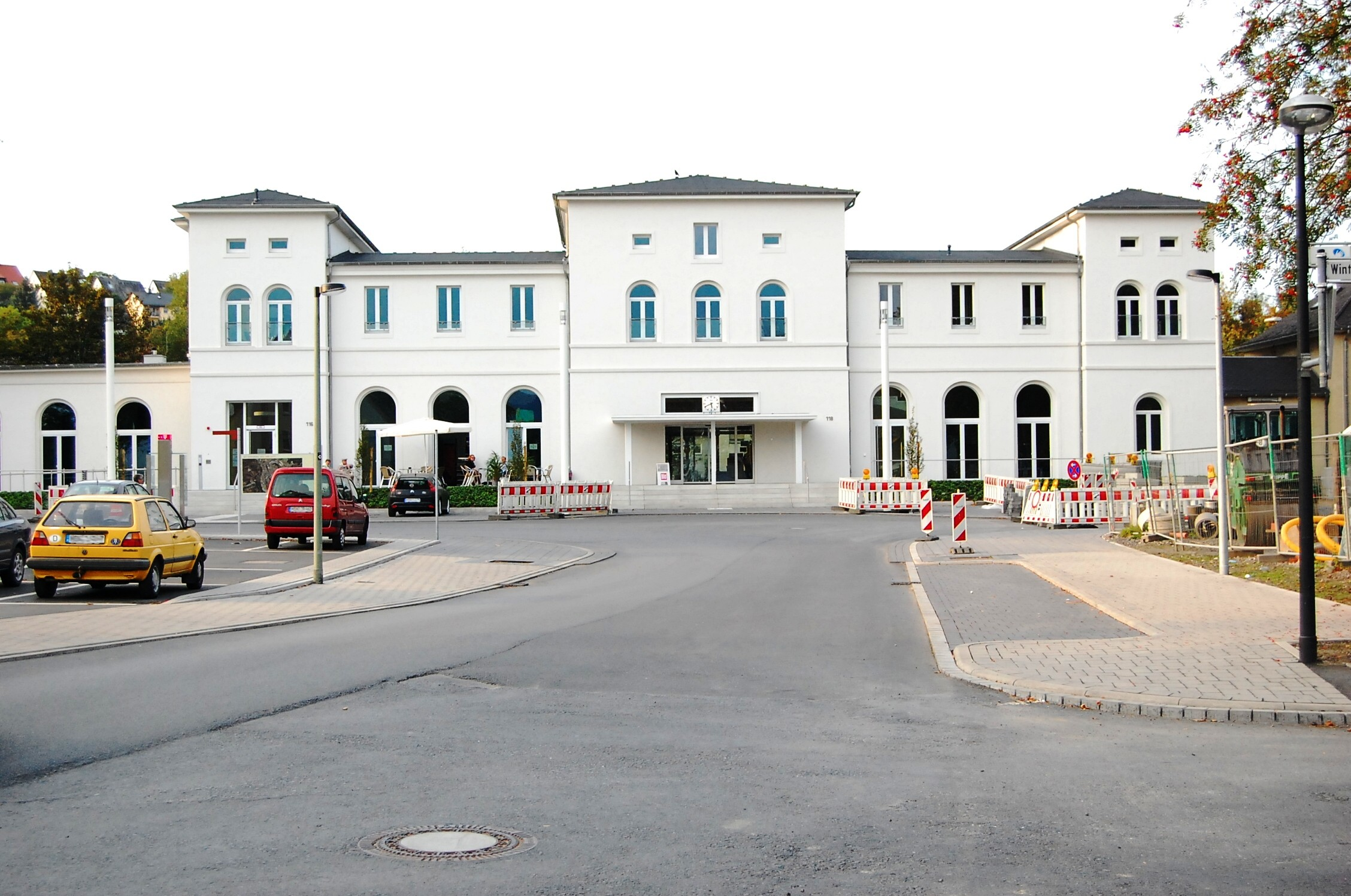
アルンスベルク (ヴェストファーレン) 駅

### 交通
現在アルンスベルク市内には、オーベレ・ルールタール鉄道（カッセル - ハーゲンまたはドルトムント）沿いに3つの駅（アルンスベルク (ヴェストファーレン) 駅、エーヴェントロプ駅、ネーハイム＝ヒュステン駅）がある。
市域内は市バスシステムで結ばれている。運営は、ルール＝リッペ地方交通 GmbHおよびルール＝ジーク・バス交通 GmbH である。両社はともに、隣接する市町村への地域交通も担っている。
連邦道 B7号線、アウトバーン A445号線（ヴェルル - アルンスベルク）およびA46号線（ハインスベルク - ベストヴィヒ）が重要な道路である。市域内に以下のA46号線のインターチェンジ (IC) がある: ネーハイムIC、ネーハイム南IC、ヒュステンIC、アルンスベルク＝アルトシュタットIC、アルンスベルク東IC。
フォスヴィンケル近郊の、ヴィッケデ＝エヒトハウゼンとの市境に1970年からアルンスベルク＝メンデン飛行場がある。この飛行場は主にビジネス機の飛行場として利用されている。この他にアルンスベルク航空スポーツクラブ e.V. が航空学校を運営している。この飛行場は、2000年まではホーホザウアーラント郡が運営していたが、その後民間のアルンスベルク＝メンデン飛行場会社が引き継いだ。この他に、アルンスベルク市区にアルンスベルク・グライダー飛行場、エーヴェントロプ市区にエーヴェントロプ＝ルールヴィーゼン・グライダー飛行場がある。
- アルンスベルク (ヴェストファーレン駅) に停車するヴィンタースベルク行きの列車
- ネーハイム＝ヒュステン駅
- エーヴェントロプ駅
- エーヴェントロプの高台を通るアウトバーン A46号線
- アルンスベルク＝メンデン飛行場

### メディア

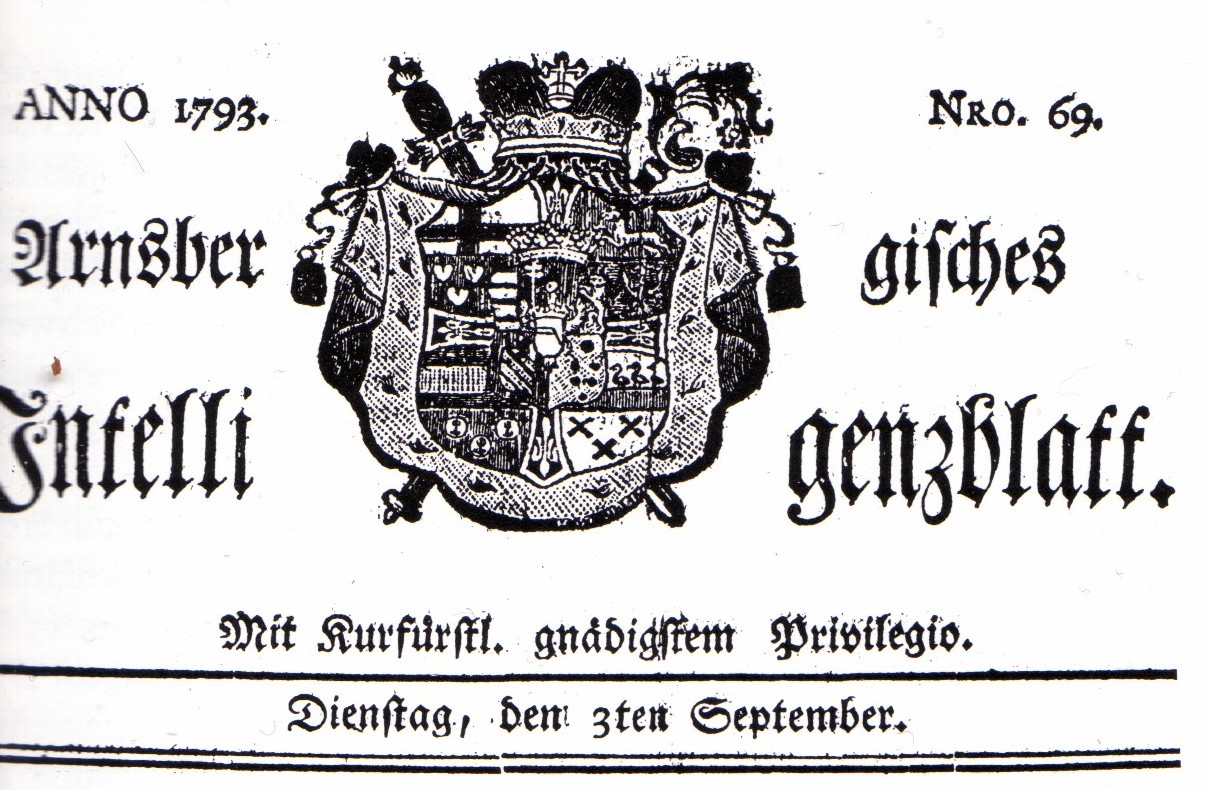
アルンスベルクガー・インテリゲンツブラットのタイトルヘッド

アルンスベルクは、宮廷都市として、その後は行政管区本部所在地として、何世紀も前からメディア都市でもあった。18世紀にヘルケン書籍印刷・出版が設立された。1766年から1819年の間に、ヴェストファーレン公領で最初の定期出版紙「アルンスベルクガー・インテリゲンツブラット」が刊行された。19世紀には官報や申請書類などを印刷するため、多くの書籍印刷業者が設立された。そのいくつかは新聞の刊行も始めた（アルンスベルガー・ツァイトゥング）。ネーハイム（ネーハイマー・ツァイトゥング）やヒュステンでも19世紀に地方紙が刊行され始めた。20世紀初めに最大の購読者数を有していたのは、ヴェルルで出版されたツェントラールフォルクスブラットであった。この新聞はアルンスベルク地域向けの地方版を有していた。市外で刊行されていた、社会民主党や共産党などの党機関誌も、この行政管区本部所在地に編集局や通信員を置いていた。
第二次世界大戦後、現在の出版状況が形成された。新聞の市場は、（かつて社会民主党が影響力を持っていた）ヴェスフェリシェ・ルントシャウと（かつてキリスト教会が創設した）ヴェストファーレンポストに二分された。現在両紙は WAZ-コンツェルンに属しており、アルンスベルク市区とネーハイム市区にオフィスと編集局を有している。
市内に編集局や地方面編集局を有する新聞（アルンスベルガー・ポスト、ヴォーヒェンアンツァイガー、ザウアーラントクリーア）の他に、地方で活動するオンラインサービスとして Dorfinfo.de と Blickpunkt-Arnsberg-Sundern.de があり、地域の施設、クラブ、市民に関するフリーペーパーを公開している。アンツァイガー・ポストはドイツで最も古い無料配布情報紙である。
この地域の放送メディアとしては、ラジオやテレビ放送はWDRのジーゲン・スタジオから発信され、純粋なローカル・ラジオ放送局「ラジオ・ザウアーラント」が市内に存在している。西部ドイツ放送はアルンスベルクにオフィスを有している。
アルンスベルクは、シュトローベル出版の本社所在地でもある。

### 公共機関

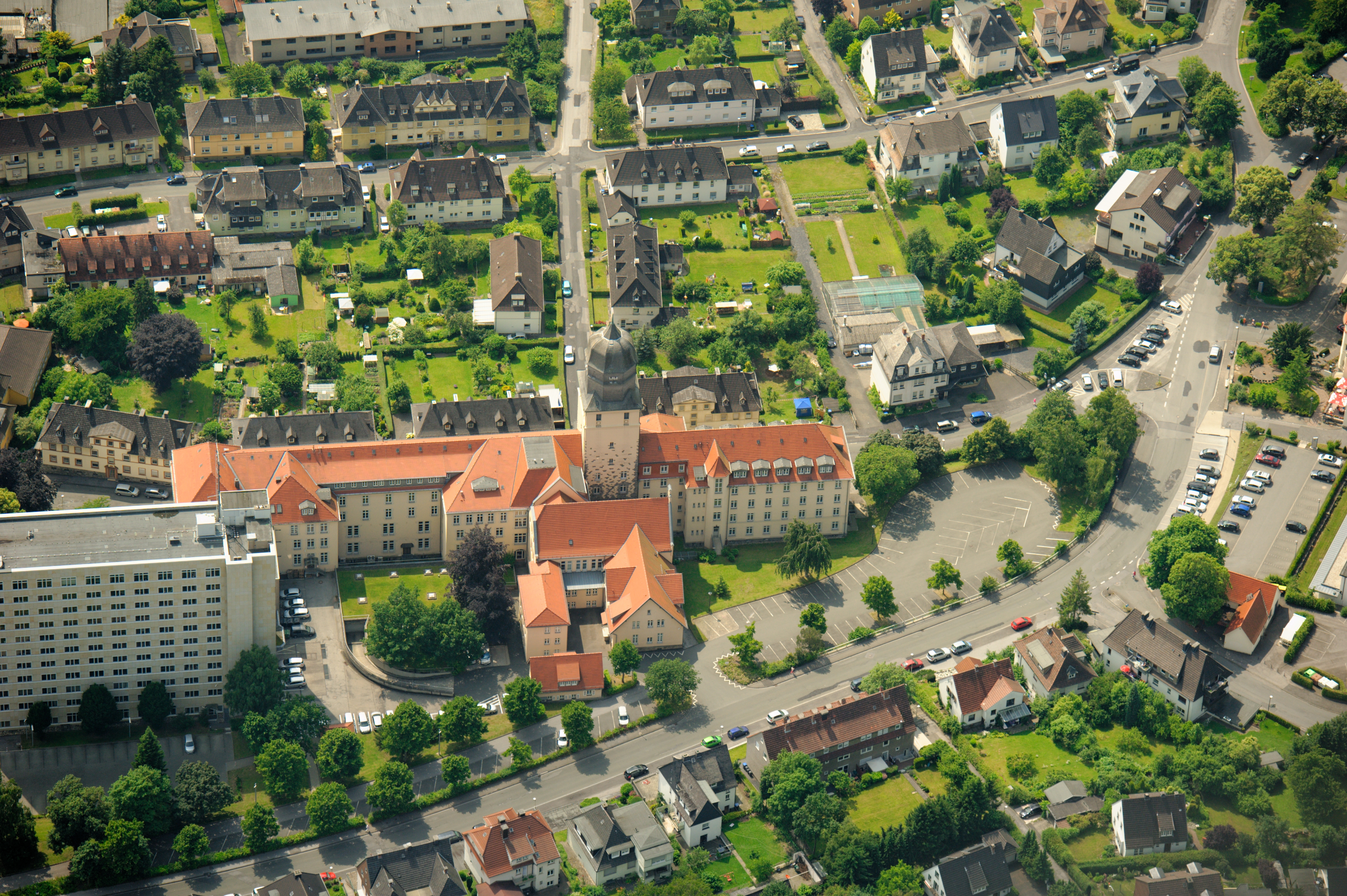
アルンスベルク行政管区庁舎

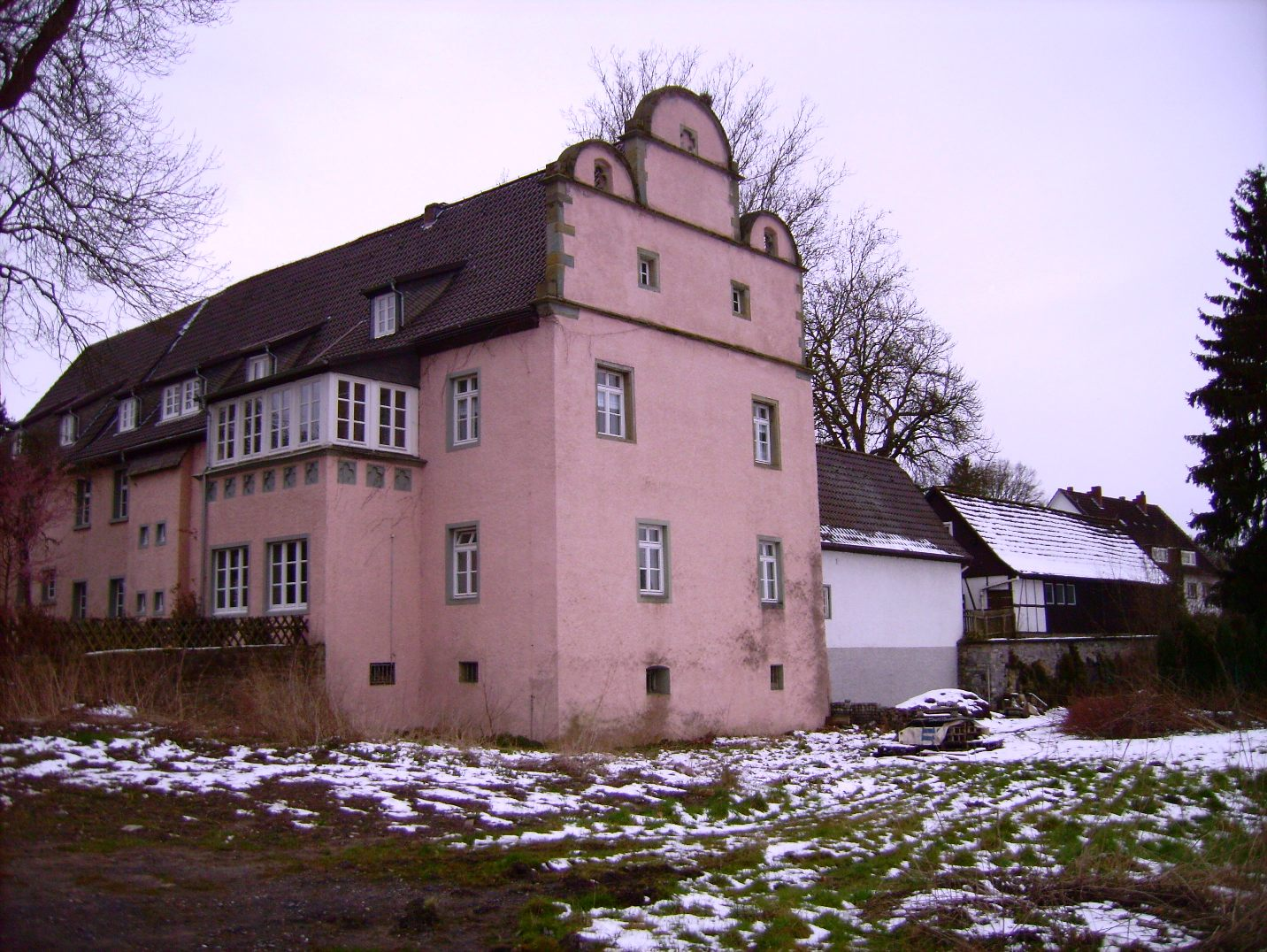
オーベライマー邸（アルンスベルク営林署）

#### 官公庁
アルンスベルクは、選帝侯時代からすでにヴェストファーレン公領の重要な官庁の所在地で、議会の議事場所在地であった。ヘッセン統治下でこの街は行政管区本部所在地となった。プロイセン時代には、アルンスベルクは引き続き1816年にアルンスベルク県の県庁所在地とされた。数多くの特別なあるいは下級の役所が設けられた。現在も存続している登記所や獣医学検査局もその例である。このほかに、この街はアルンスベルク郡の郡庁所在地でもあった。1975年のアルンスベルク郡廃止後は、アルンスベルクはホーホザウアーラント郡の支所所在地となった。
19世紀以降、行政管区本部をルール地域に移そうという試みが繰り返しなされた。しかし、こうした試みはこれまでの所、経済的理由はじめ様々な理由で頓挫している。行政改革に伴う行政管区削減というユルゲン・リュットガース時代の州政府の決定により新たな状況が生じた。しかし、新たな州行政はすでにこの新しい目標を目指しておらず、アルンスベルクは行政管区本部所在地のままである。
行政構造改革に伴い、アルンスベルクのオーベライマー邸に入居していた州の営林署は、アルンスベルクの森学習・研究林管理所と改名された。これにより、この営林署は、アイフェルの国定公園森林管理所と並ぶ、ノルトライン＝ヴェストファーレン州で2つの特殊営林署の1つとなった。両営林署は特別な職責を担っている。アルンスベルクでは、ネーハイム＝ヒュステンの森林教育センター (FBZ) やオーベラマーの青少年森林の家での学習教育や、NRW森林遺伝子バンクなどによる研究がその職務である。営林署にはさらにいくつかの重点業務が割り当てられており、アルンスベルクの中心にいくつかの機関を有しているが、州の管理局はミュンスターにある。元々州行政の構造改革に伴って、州の森林・木材管理本部をアルンスベルクに移転することになっていたのだが、現在の州政府はこの施策を継承していない。
2009年7月1日からアルンスベルクにノルトライン＝ヴェストファーレン州の統合コンピューターセンターがある（旧ウナ＝マッセン州施設）。
旧市町村が合併して新たなアルンスベルク市となって以後、旧ネーハイム＝ヒュステン市の市庁舎が市の行政本部となった。市のオフィスは、ネーハイム、アルト＝アルンスベルク、ヒュステン、エーヴェントロプにある。

#### 司法

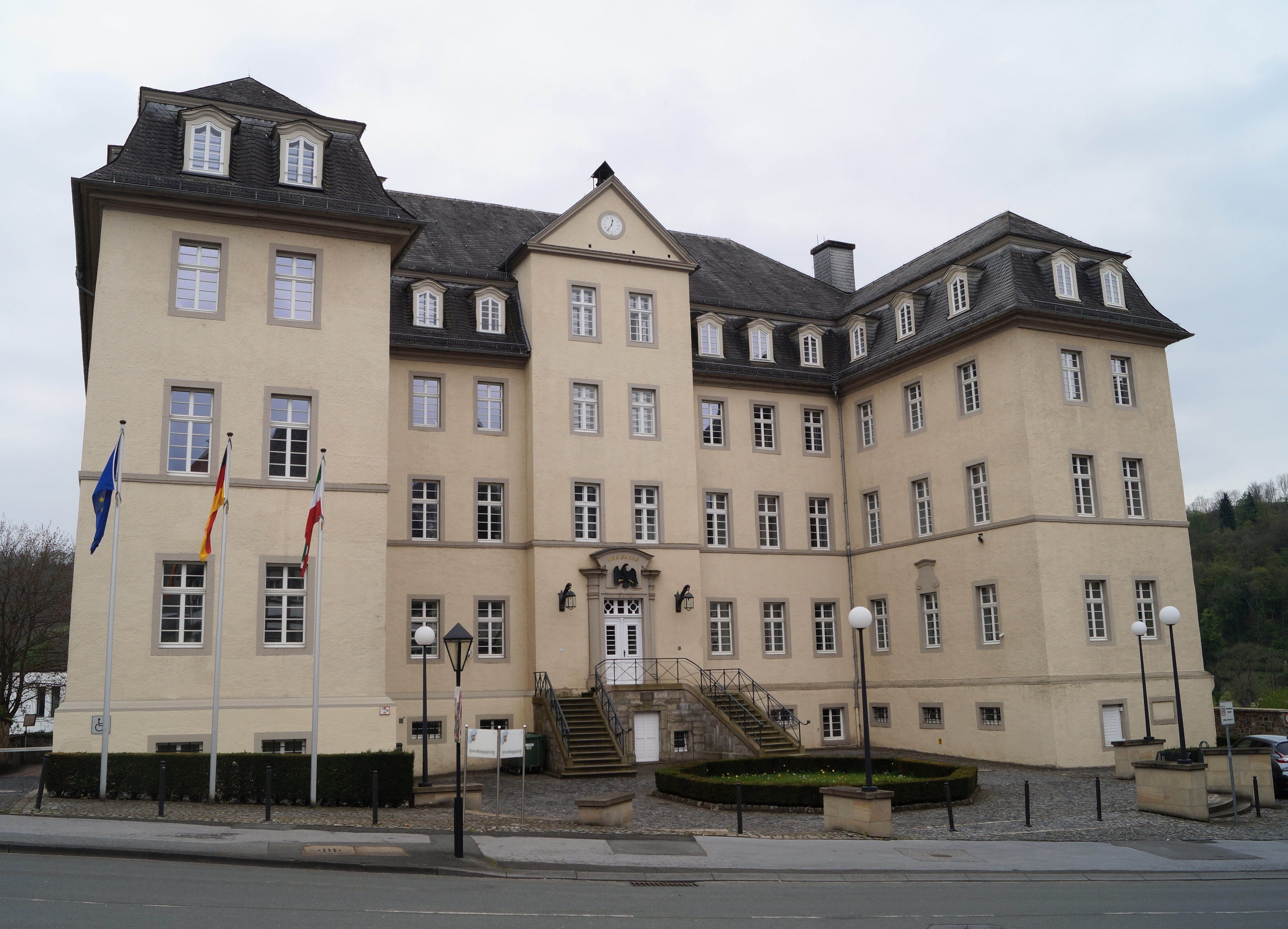
アルンスベルク行政裁判所

アルンスベルクは中世から重要な裁判所の所在地であった。現在も、ヴェストファーレンで最も重要なフェーメ裁判所（秘密刑事裁判所）の1つであったオーバーフライシュトゥールの審議場が戸外に見られる。この他に市の裁判所と選帝侯の宮廷裁判所があった。シュレッペンベルクに「ゲルゲンベルク」と呼ばれる処刑場があった。1929年に記念碑が建立された。
ヘッセン時代とプロイセン時代には、アルンスベルクは宮廷裁判所の所在地であり、一時的に上級地方裁判所の所在地にもなった。19世紀の構造改革後、アルンスベルクは地方裁判所の所在として存続した。さらに区裁判所と特殊事案の裁判所が設けられた。特殊事案の裁判所とは、行政裁判所と労働裁判所である。この他に、アルンスベルク州弁護士会もある。
- 地方裁判所
- 区裁判所
- 労働裁判所

### 経済連合、労働者組合
アルンスベルクには、「アルンスベルク、ヘルヴェーク＝ザウアーラント商工会」、「南ヴェストファーレン職人会」、「小売業者連合」、「ホテル・旅館連合」、「ヴェストファーレン中央企業連合会 e.V.」が本部を置いている。この他に、たとえば DGB や IG メタルといった事業所を含む労働者組合がある。

### 教育

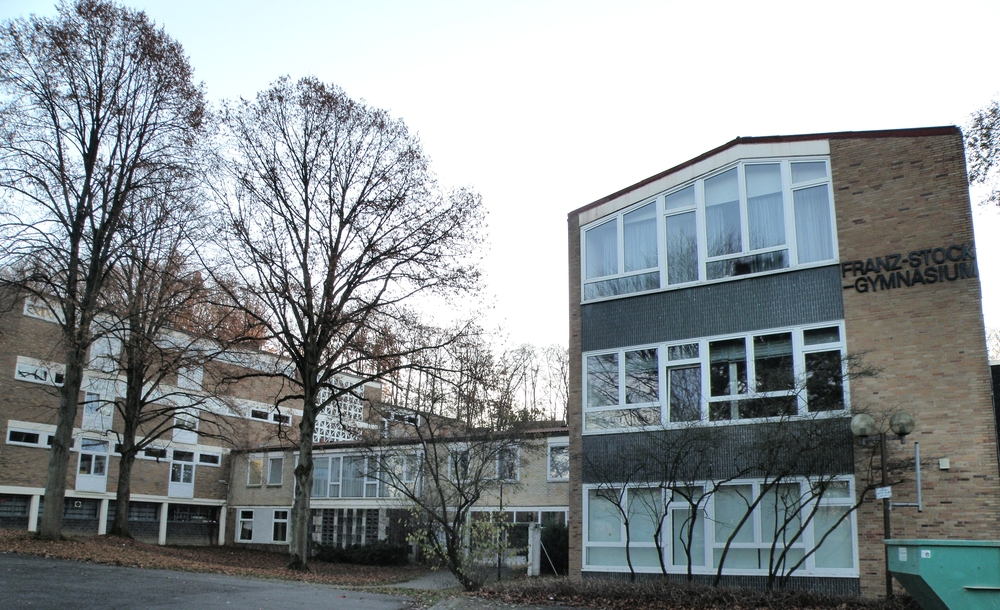
フランツ・シュトック・ギムナジウム

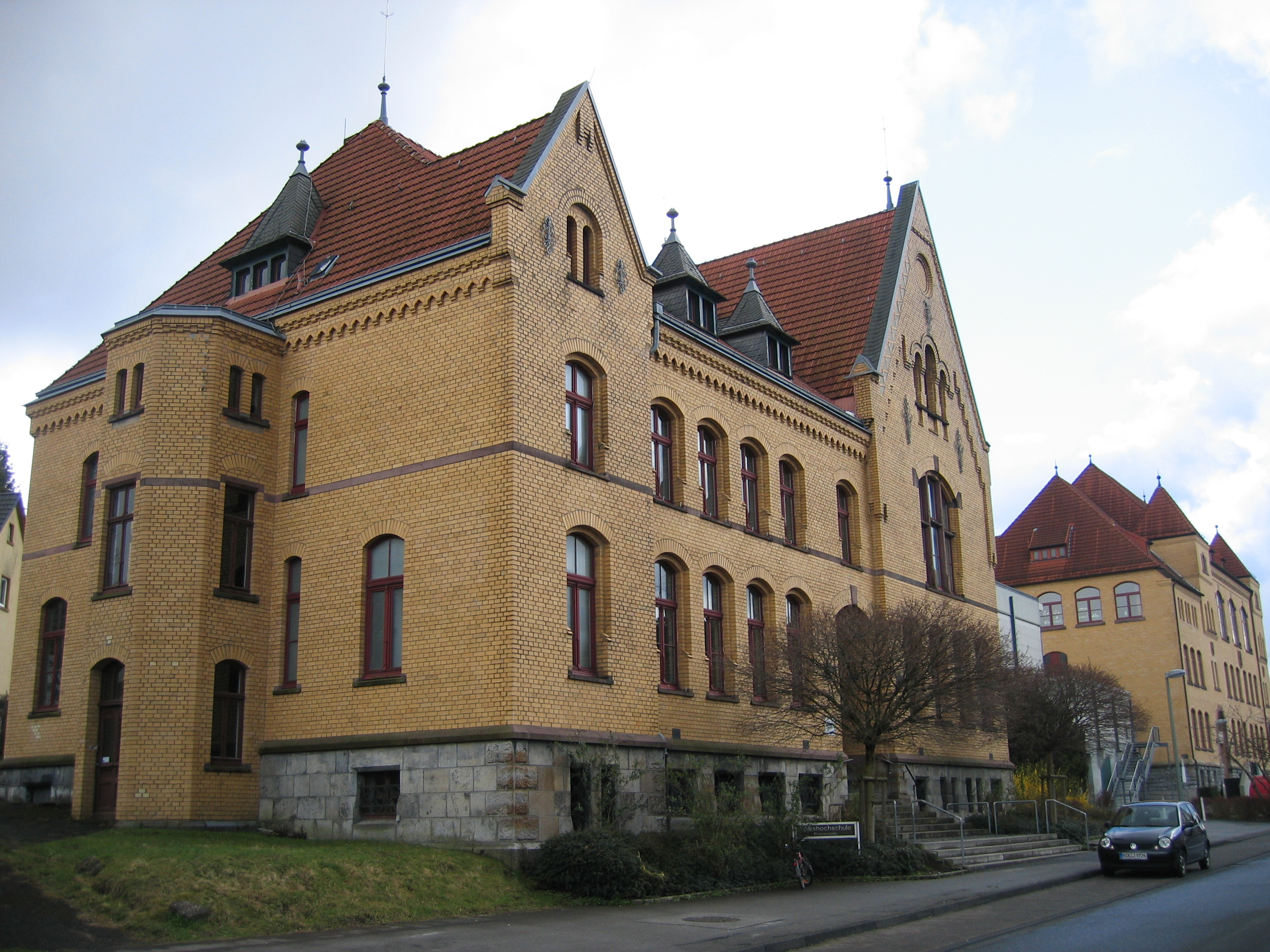
アルンスベルク市民大学

アルンスベルクには多彩な学校形態が存在する。このため、本市は近年独立した学校プロジェクトのパイロット自治体に参加している。
アルンスベルク市は 32校の運営母体である。在籍する学生数は、2014年/2015年の学年時点で合計 8,716人であった。2020年/2021年の学生数予想は 6,976人で、2014年/2015年に比べて 31.1 % 減少するとされている。
多くの地区に数多くの基礎課程学校があり、その多くに本課程学校もある。2014年以降、アルンスベルクとネーハイムにはそれぞれ1校ゼクンダーシューレが設けられており、さらにアルンスベルク、ネーハイム、ヒュステンには実科学校とギムナジウムがある。最も長い伝統を持つのが、17世紀に設立された「ギムナジウム・ラウレンティアヌム」である。この他にアルンスベルクにはカトリックのギムナジウム「マリエンギムナジウム・アルンスベルク」がある。ネーハイムには「フランツ＝シュトック＝ギムナジウム」とカトリックの「聖ウルズラ＝ギムナジウム」がある。学校教育は夜間ギムナジウムによって補足されている。この他に、養護学校が4校、アム・アイヒホルツ実科学校などのその他の学校がある。さらに多くの公立職業補習専門高等学校やアルンスベルク職人会の学校がある。商工会 (IHK) も職業教育・継続教育機関の運営母体となっている。この他にアルンスベルクにはハーゲン通信大学の学習センターがある。成人教育には市立市民大学がある。改築されたホテル・ツーア・クローネにホーホザウアーラント郡の音楽教育センターがある。
- ギムナジウム・ラウレンティアヌム・アルンスベルク
- マリエンギムナジウム・アルンスベルク
- アム・アイヒホルツ実科学校
- ネーハイム・ミヒャエルシューレ
- アドルフ・ザウアー・シューレ

### 病院

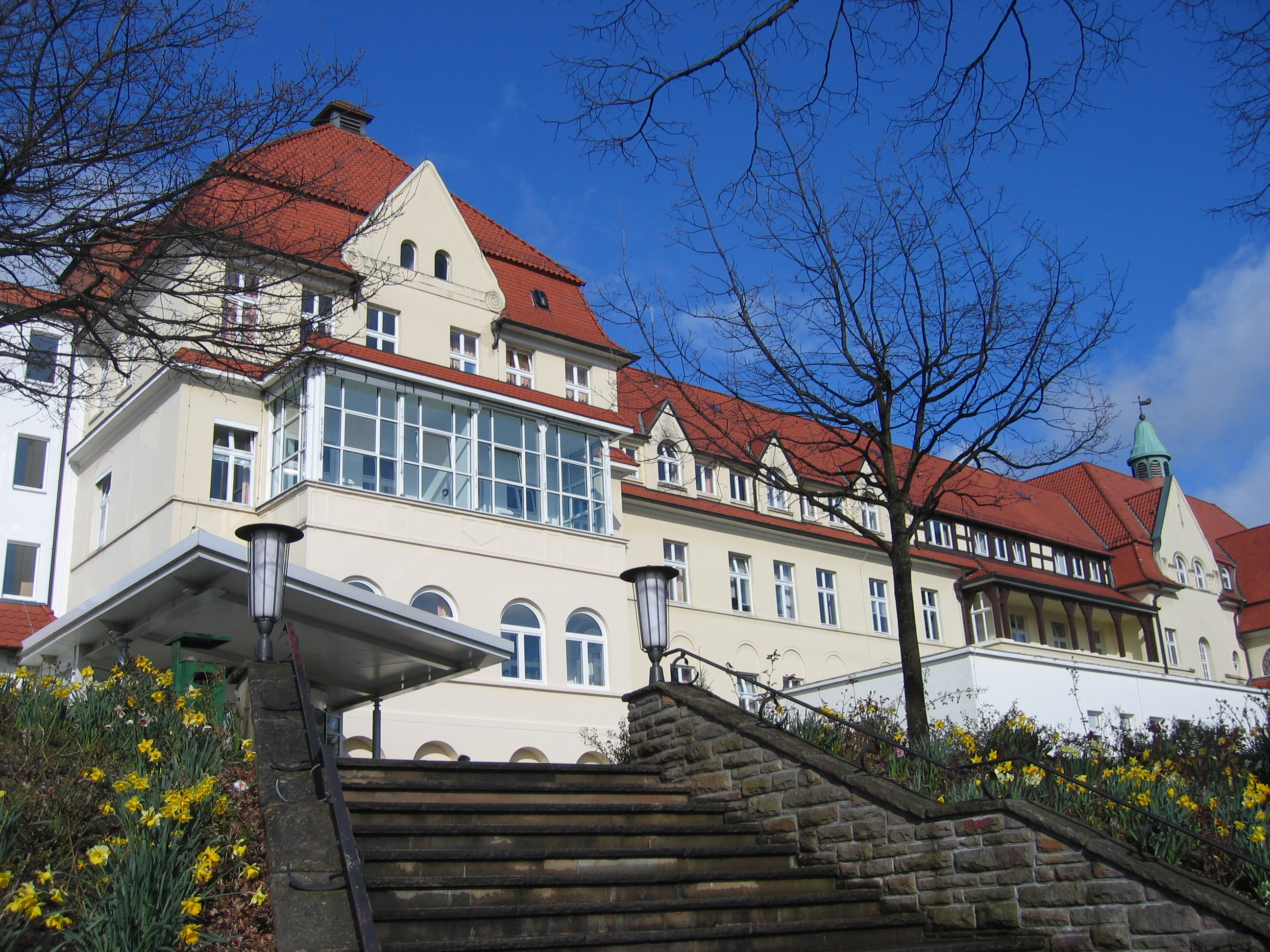
マリエンホスピタル

現在のアルンスベルク市には、病院が3院ある。アルンスベルクのマリエンホスピタルは長らく完全な市立病院であった。この病院は19世紀半ばに設立された。当初は旧市街にあったが、1913年にリューゼンベルクの現在の場所に移転した。ヒュステンのカロリーネンホスピタルはカロリーネ・フォン・フュルステンベルクとその夫によって1870年に設立された施設を起源とする。現在も当代のフュルステンベルク男爵が管理事務局長を務めている。ネーハイムの聖ヨハネス＝ホスピタルは、困窮者・罹患者救済協会を起源とする。この協会は、主に市の経済人らによって運営され、1858年に最初の病院を設立した。
2010年10月に市議会は、3病院の「クリーニクム・アルンスベルク」への組織統合を決定した。統合は2011年に完了した。新しい病院は700床以上の規模を持つ。この病院は1,500人以上を雇用する、この街最大の雇用者の1つとなっている。一般的な診療の他に、各院に専門分野が設定されている。アルンスベルクには、泌尿器科と伝染病隔離病棟がある。ヒュステンは産科、ネーハイムは老人医学と精神病部門を有している。
- カロリーネンホスピタル
- 聖ヨハネス＝ホスピタル

## 人物

### 出身者

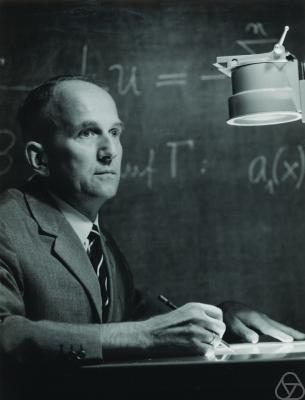
ローター・コラッツ

- ヨハン・ヴィルヘルム・フォン・フュルステンベルク（ドイツ語版）（1500年 - 1568年）ドイツ騎士団のリヴォニア騎士団長
- フランツ・フォン・フュルステンベルク（ドイツ語版、英語版）（1729年 - 1810年）政治家、教育改革家。ミュンスター大学の創始者。
- ベルンハルト・ダケルマン（ドイツ語版、英語版）（1831年 - 1901年）営林官、林学者
- ヴィルヘルム・ハーゼンクレーヴァー（ドイツ語版、英語版）（1837年 - 1889年）政治家。社会民主主義者で新聞「フォアヴェルツ（ドイツ語版、英語版）」の初代編集者
- マックス・シェーデ（1844年 - 1902年）外科医
- ハンス・ベルント・ギゼヴィウス（ドイツ語版、英語版）（1904年 - 1974年）反ナチス運動家
- フランツ・シュトック（ドイツ語版、英語版）（1904年 - 1948年）カトリック聖職者。反ナチス運動家
- フリッツ・クレーマー（ドイツ語版、英語版）（1906年 - 1993年）彫刻家、版画家、素描家
- ローター・コラッツ（1910年 - 1990年）数学者。「コラッツの問題」の提示者。
- フェリックス・リュール（1910年 - 没年不明）軍人。最終階級は親衛隊大尉。
- フランツ・ミュンテフェーリング（1940年 - ）政治家。連邦社会労働大臣兼副首相（任期: 2005年 - 2007年）
- オラフ・ローゼ（ドイツ語版、英語版）（1958年 - ）歴史学者
- アンドレア・フィッシャー（1960年 - ）政治家。連邦保健大臣（任期: 1998年 - 2001年）
- ヘレナ・フロム（ドイツ語版、英語版）（1987年 - ）女子テコンドー選手。2012年ロンドンオリンピック銅メダリスト
- ダニエル・ギンチェク（1991年 - ）サッカー選手
- フィリップ・ホフマン（1993年 - ）サッカー選手

### ゆかりの人物
- エルンスト・フォン・バイエルン（ドイツ語版、英語版）（1554年 - 1612年）ケルン大司教（在位: 1583年 - 1612年）
- ゲルトルート・フォン・プレッテンベルク（ドイツ語版、英語版）（生年不明 - 1608年）ヴェストファーレン公領のケルン選帝侯の城のいくつかを管理した。エルンスト・フォン・バイエルの愛妾
- フェルディナント・フォン・バイエルン (1577-1650)（ドイツ語版、英語版）（1577年 - 1650年）ケルン大司教・選帝侯（在位: 1612年 - 1650年）
- フリードリヒ・メルツ（1955年 - ）政治家。ドイツ連邦議会のCDU議員団長
- ビルギット・ジッペル（ドイツ語版、英語版）（1960年 - ）SPDの政治家。欧州議会議員

## 関連図書

### 書籍
- Mathias Werner Hüser (1820). Chronik der Stadt Arnsberg. Arnsberg
- Heinrich Gottfried Philipp Gengler, ed (1863). Codex juris municipalis Germaniae medii aevi. F. Enke 2018年5月1日閲覧。
- Karl Féaux de Lacroix (1895). Geschichte Arnsbergs. Arnsberg: Stein
- Heinz Stoob, Wilfried Ehbrecht, ed (1975). Westfälischer Städteatlas: Ahlen, Arnsberg, Bielefeld, Brakel, Brilon, Dortmund, Hamm, Herford, Iserlohn, Kamen, Neuenrade, Rheda, Schmallenberg, Unna, Warburg. Dortmund: Größchen
- Heinz Stoob (1975). Stadtmappe Arnsberg. Dortmund-Altenbeken
- Uwe Kirst (1986). “Kunst von ordnender Hand. Klassizistische und Fachwerk-Architektur findet man in Arnsberg hübsch nah beisammen”. Die Zeit Nr. 11/1986.
- Arnsberger Heimatbund, ed (1989). 750 Jahre Arnsberg. Zur Geschichte der Stadt und ihrer Bürger. Arnsberg: Strobel. ISBN 978-3-87793-025-0
- Uwe Haltaufderheide (1990). Die Baudenkmäler der Stadt Arnsberg. Erfassungszeitraum 1980–1990. Arnsberg: Stadt Arnsberg. ISBN 978-3-928394-01-7
- Klaus Offenberg, ed (2003). 200 Jahre Staatliches Forstamt Arnsberg. 1803–2003. Arnsberg: Forstliche Dokumentationsstelle der Landesforstverwaltung NRW. ISBN 978-3-9809057-0-1
- Kath. Akademie Schwerte/Stadt Arnsberg, ed. Baukultur in Arnsberg: Architektur und regionale Identität. Arnsberg: Stadt Arnsberg. ISBN 978-3-00-043715-1

これらの文献は、翻訳元であるドイツ語版の参考文献として挙げられていたものであり、日本語版作成に際し直接参照してはおりません。

### ウェブ
- “HAUPTSATZUNG der Stadt Arnsberg” (PDF) (2017年3月17日). 2018年4月27日閲覧。
- “Kommunalprofil Arnsberg, Stadt” (PDF).   Information und Technik Nordrhein-Westfalen (IT.NRW) (2017年5月31日). 2018年4月12日閲覧。

### 訳注
1. ↑  第二次世界大戦時、イギリス空軍によるメーネタール堰の爆撃（チャスタイズ作戦）によってダムが崩壊して引き起こされた洪水